# Patrimoine architectural d'Angers

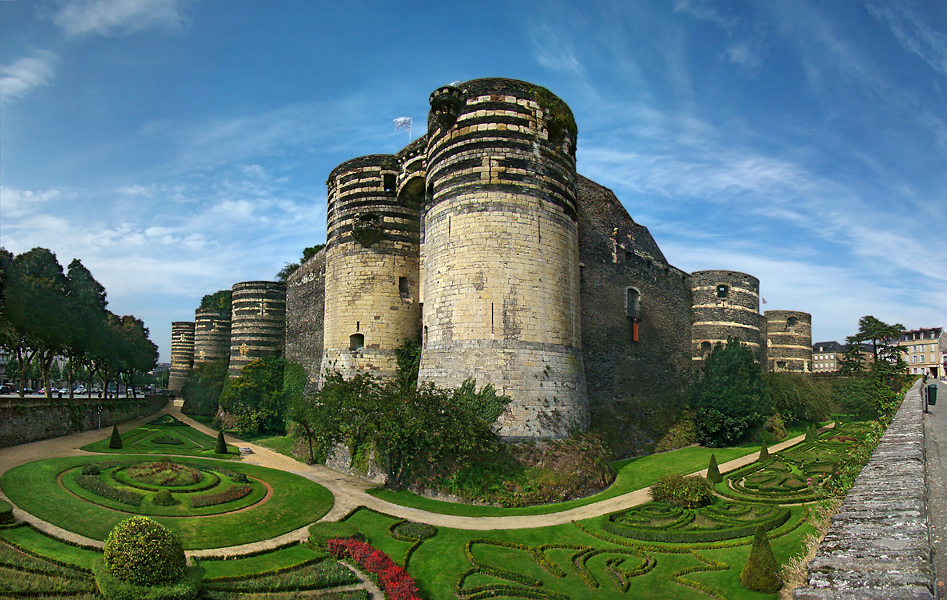
Le château.

Angers compte 2 892 sites inscrits à l’inventaire général du patrimoine culturel et 100 monuments répertoriés à l'inventaire des monuments historiques, parmi lesquels 69 % de bâtiments civils et 21 % d’édifices religieux. Environ 41 % de ces bâtiments sont du Moyen Âge, 36 % de l'époque moderne, 18 % du XIXe siècle et 3 % seulement du XXe siècle. La ville est par ailleurs labellisée Ville d’Art et d’Histoire.

« Du chemin de ronde du château, on voit s'étaler la ville, si caractéristique avec ses cheminées de briques sur le fond bleu des toits, la ville qui mêle maintenant au matériau le plus tendre, le tuffeau, l'un des plus résistants, le schiste. »

— Armand Lanoux, Le voyageur de la Loire, 1965
 Des monuments médiévaux en schiste aux maisons contemporaines coiffées elles aussi d’ardoises, en passant par de nombreuses réalisations Renaissance ayant célébré la pierre de tuffeau, l’architecture de la ville est ici bien résumée. Le centre-ville voit se concentrer la majorité des monuments médiévaux et des hôtels particuliers, érigés de la Renaissance au XIXe siècle, même si le quartier de la Doutre en rive droite est très riche en constructions médiévales. Le centre-ville comprend cependant une majorité d’édifices du XIXe siècle, notamment des immeubles de rapport, parfois de style Haussmannien. L’architecture des faubourgs (urbanisés notamment au XIXe siècle) consiste principalement en maisons de ville à un étage sous combles. Celles-ci peuvent être légèrement ornées ou présenter un aspect d'architecture en série. On trouve assez peu d’exemples de constructions présentant une architecture XXe siècle originale : l’architecture récente est le plus souvent celle de zones pavillonnaires ou d’ensembles collectifs, parfois en contradiction avec l’ensemble ancien.
Les nombreux travaux d'urbanisme entrepris au XIXe siècle ont profondément transformé la ville et détruit de nombreux édifices anciens, médiévaux pour une part, comme le raconte en 1910 le chanoine Urseau : 

« Angers a bien changé d’aspect depuis cinquante ans. La ville a perdu une partie de sa grâce pittoresque. Ils ont disparu en effet presque tous ces logis en colombage, bariolés de vives couleurs, ces boutiques abritées par des auvents sculptés, ces vieilles maisons à oriels de pierre, à pignons pointus… »

— Charles-Théodore Urseau.

## Architecture militaire

### Le château

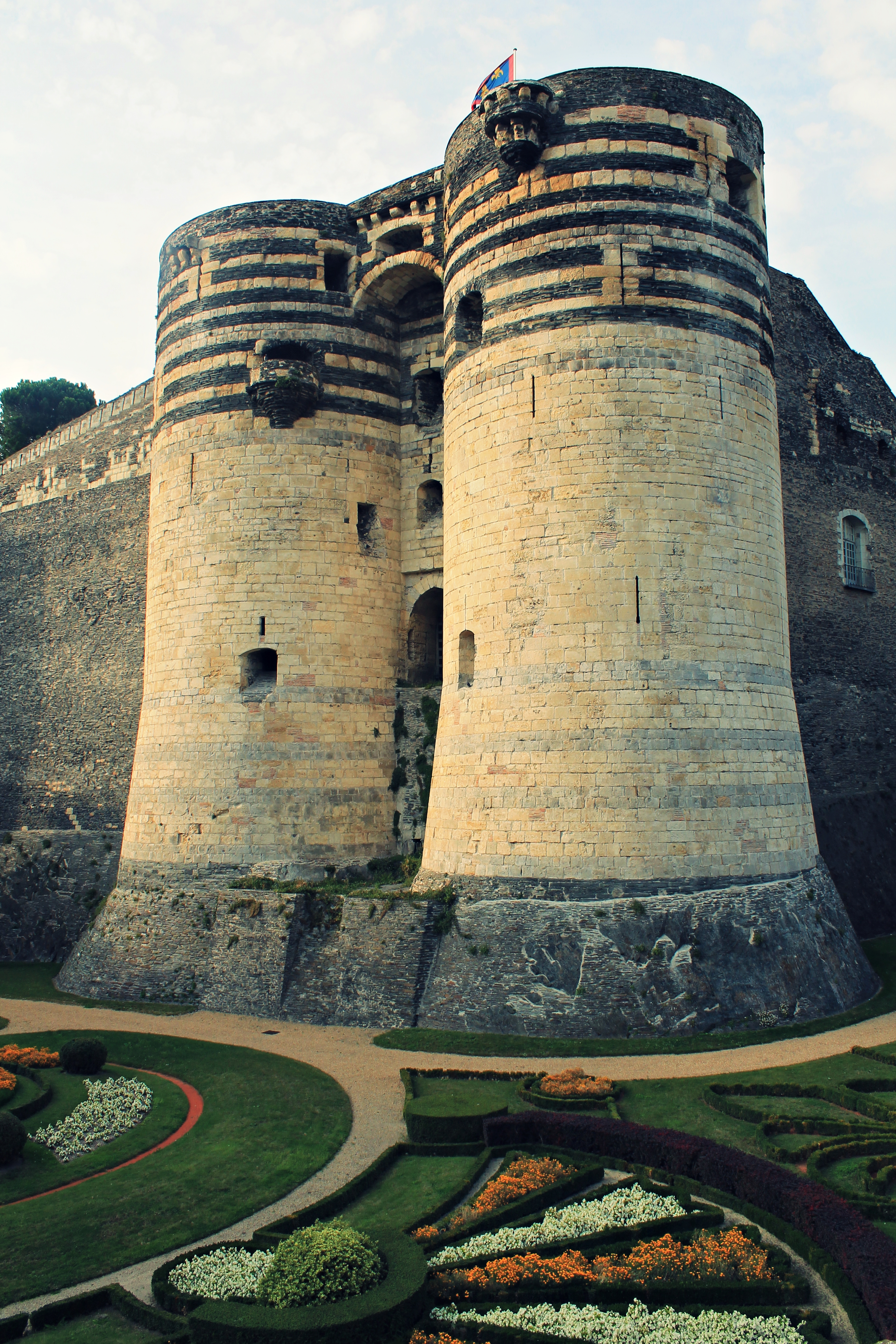
Le château, vue de la porte des champs.

Bâti au point le plus resserré de la rivière, sur un promontoire de schiste, le château occupe un site à l’occupation très ancienne. Un premier palais comtal y a ensuite été érigé à partir du Xe siècle dont il ne reste plus que la grande salle comtale et la chapelle Saint-Laud, dédicacée au XIIe siècle. La forteresse actuelle voit sa construction débuter en 1232 sous l’impulsion de saint Louis et sa mère Blanche de Castille, concomitamment avec l’édification d’une enceinte fortifiée (actuels boulevards du centre-ville). La seule enceinte du château mesure 800 m de long et est composée de 17 tours d’une douzaine de mètres de diamètre et d’une trentaine de mètres de haut. Elle est percée de deux portes, la porte de Ville (encore utilisée) et la porte des Champs donnant aujourd’hui dans le vide. Les ducs d’Anjou transforment ensuite les lieux et font édifier notamment une chapelle en 1403, le logis royal et le châtelet en 1450. En 1585, la ligue et le duc de Guise menaçant de s’emparer du château, Henri III donne l’ordre d’en détruire la partie nord. Donadieu de Puycharic sauve l’édifice de la mutilation en découronnant les tours pour y aménager des plates-formes d’artillerie, lui conférant sa physionomie actuelle. Il sert ensuite de prison (Nicolas Fouquet y sera emprisonné) tel une « petite Bastille ». Il faudra attendre 1856 pour que le château perde cette attribution carcérale. C’est finalement en 1947 que le Ministère de la défense cède le château à l’administration des monuments historiques. Ouvert à la visite, il accueille aujourd’hui la Tapisserie de l’Apocalypse. S’inspirant de l’Apocalypse selon saint Jean, elle illustre le contexte sociopolitique de la France pendant la guerre de Cent ans. Son ancienneté et ses dimensions (106 m conservés sur plus de 140 m à l’origine) en font un témoignage rare de l’art médiéval.

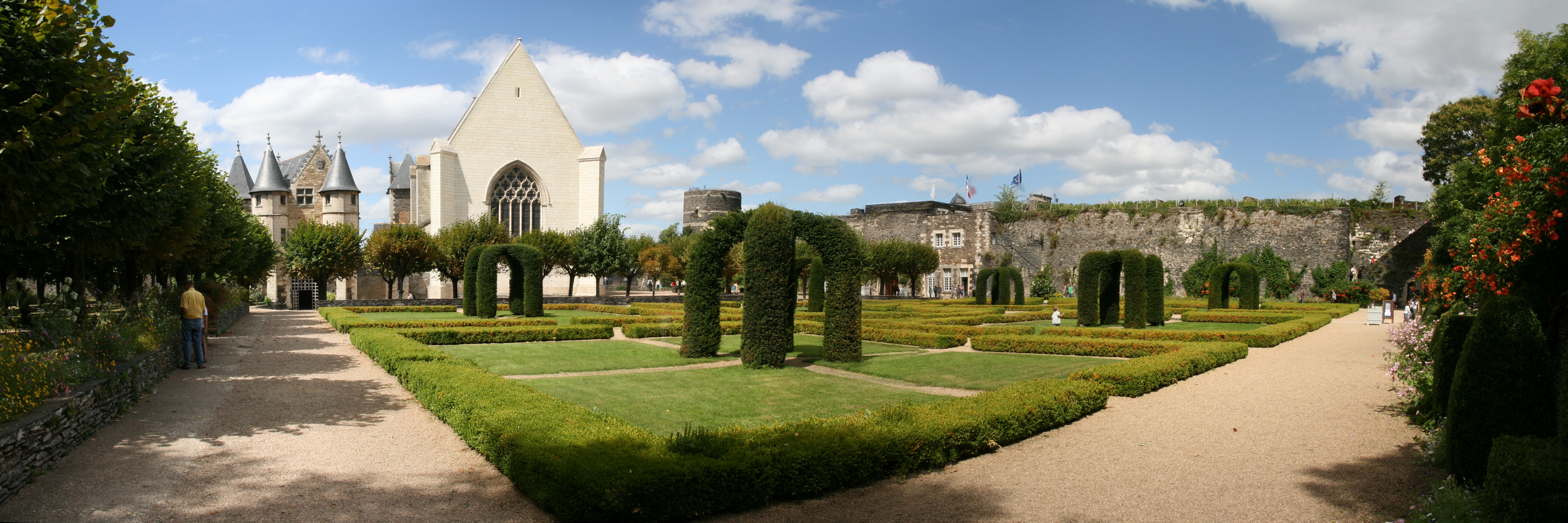
Vue des jardins du château.

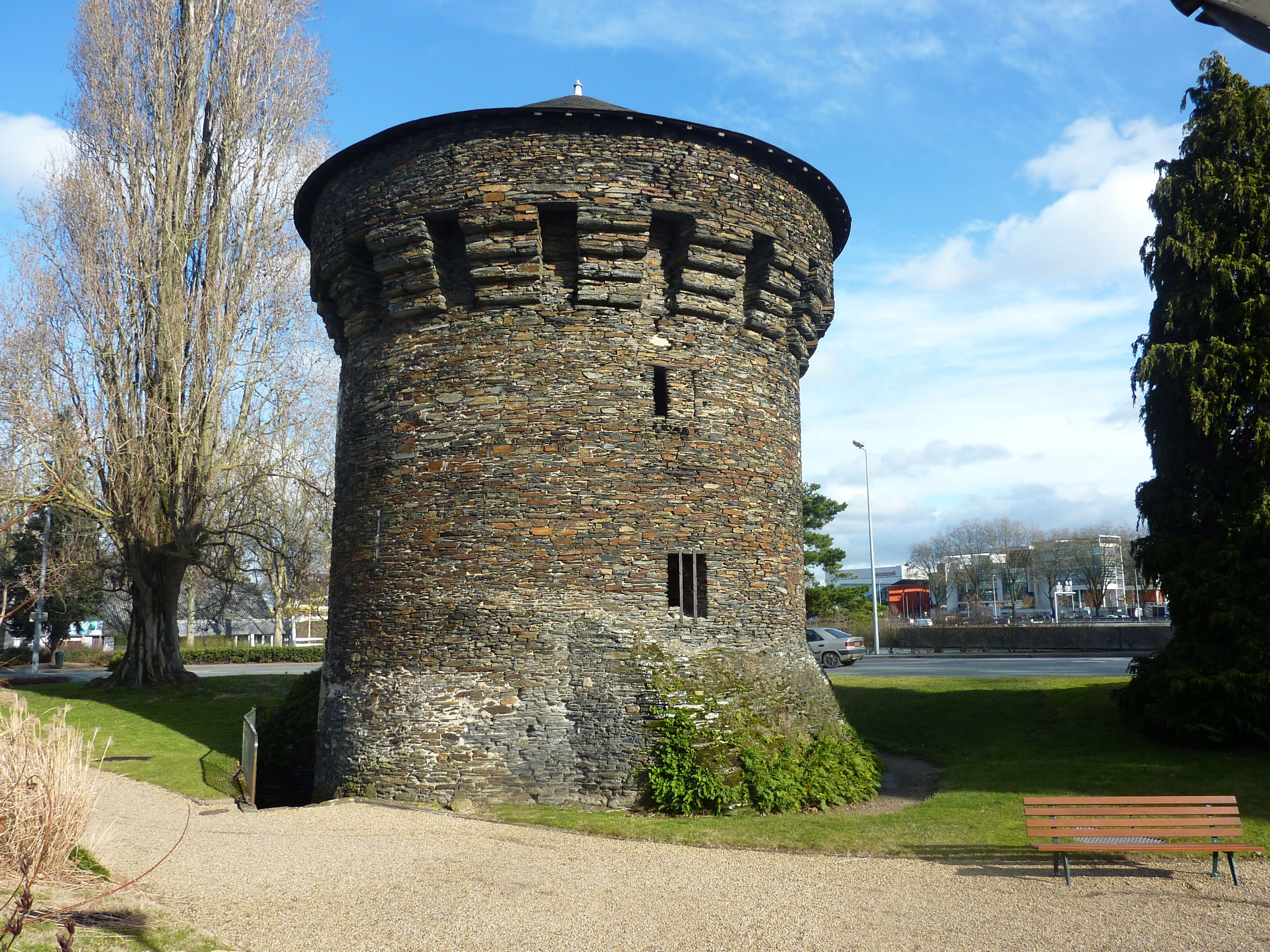
La tour des Anglais.

### Tour des Anglais
Des fortifications urbaines décidées au XIIIe siècle ne subsistent que quelques pans de murs, une tour boulevard Carnot et la tour de la Haute-Chaîne, dite tour des Anglais. Sa date de construction n’est pas connue avec certitude mais la date de 1448 est évoquée, lorsque l’enceinte est perfectionnée, notamment le système de fortification de la rivière. Elle doit son nom (comme les deux ponts de la basse et de la haute-chaîne) à la chaîne qui était tendue en travers d’un étroit chenal dans la rivière pour en barrer l’accès. C’est au début du XXe siècle que la tour est mise hors d’eau, telle qu’aujourd’hui. L'origine de son surnom, semble-t-il assez récent, est mal connu et probablement fantaisiste.

## Architecture civile

### Architecture médiévale

#### Le Palais du Tau
Attesté depuis le IXe siècle au chevet de la cathédrale, le palais épiscopal d’Angers — ou Palais du Tau — est un témoin remarquable de l’architecture romane, l’un des plus anciens de France. En appui du mur d’enceinte gallo-romain du IIIe siècle dont il conserve une tour, il est édifié dans la première moitié du XIIe siècle sur le modèle de l’archevêché de Reims dont il reprend le plan en tau (ce sont les deux seuls du genre en France). Les nombreuses modifications qui y ont été apportées en font un témoignage rare et exceptionnel de huit siècles d’histoire architecturale. On y trouve en effet de prestigieux éléments tels que la salle synodale romane, la cheminée gothique de la bibliothèque, l’escalier d’honneur Renaissance ou encore un appartement d’honneur du XIXe siècle. 

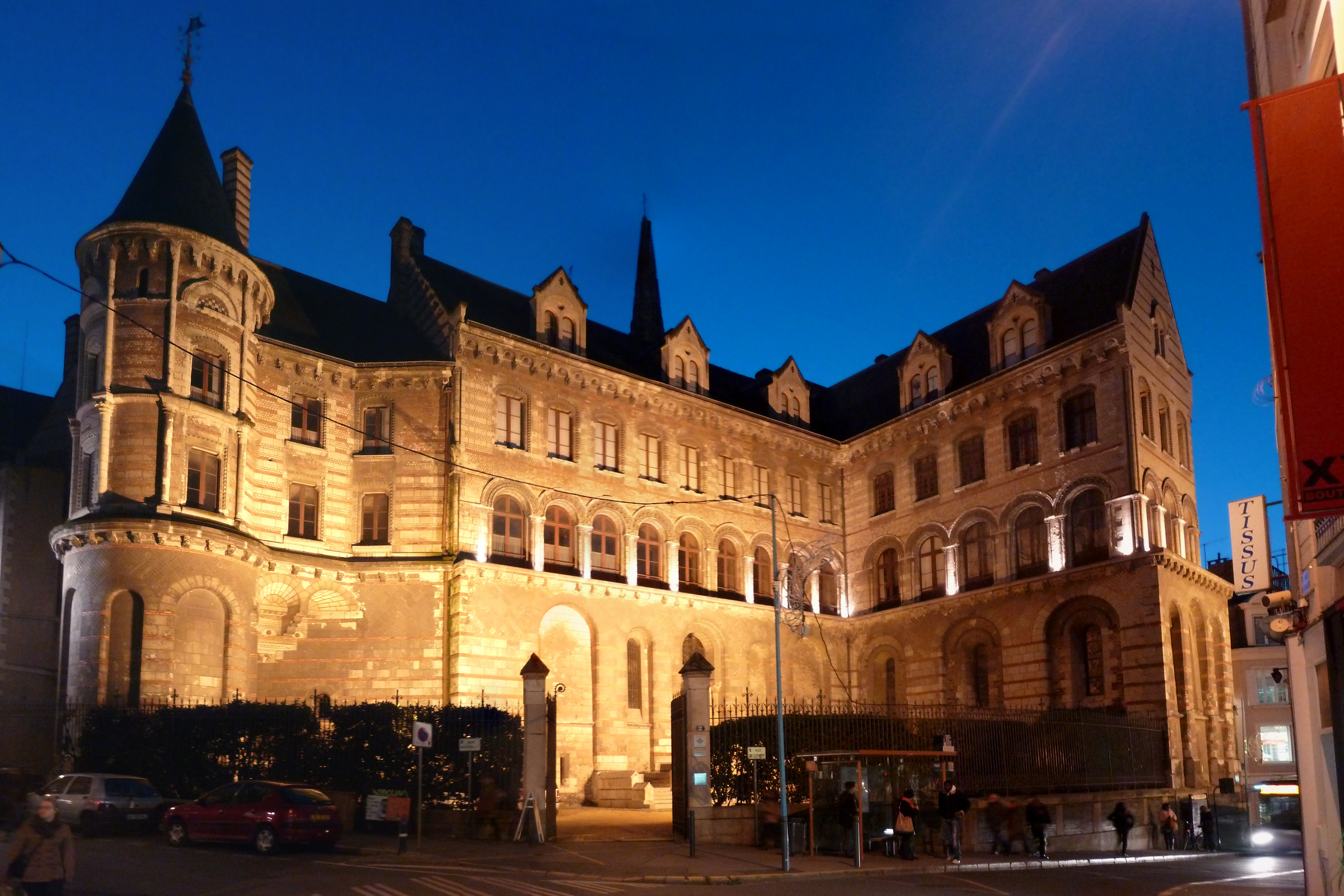
Le palais du Tau.
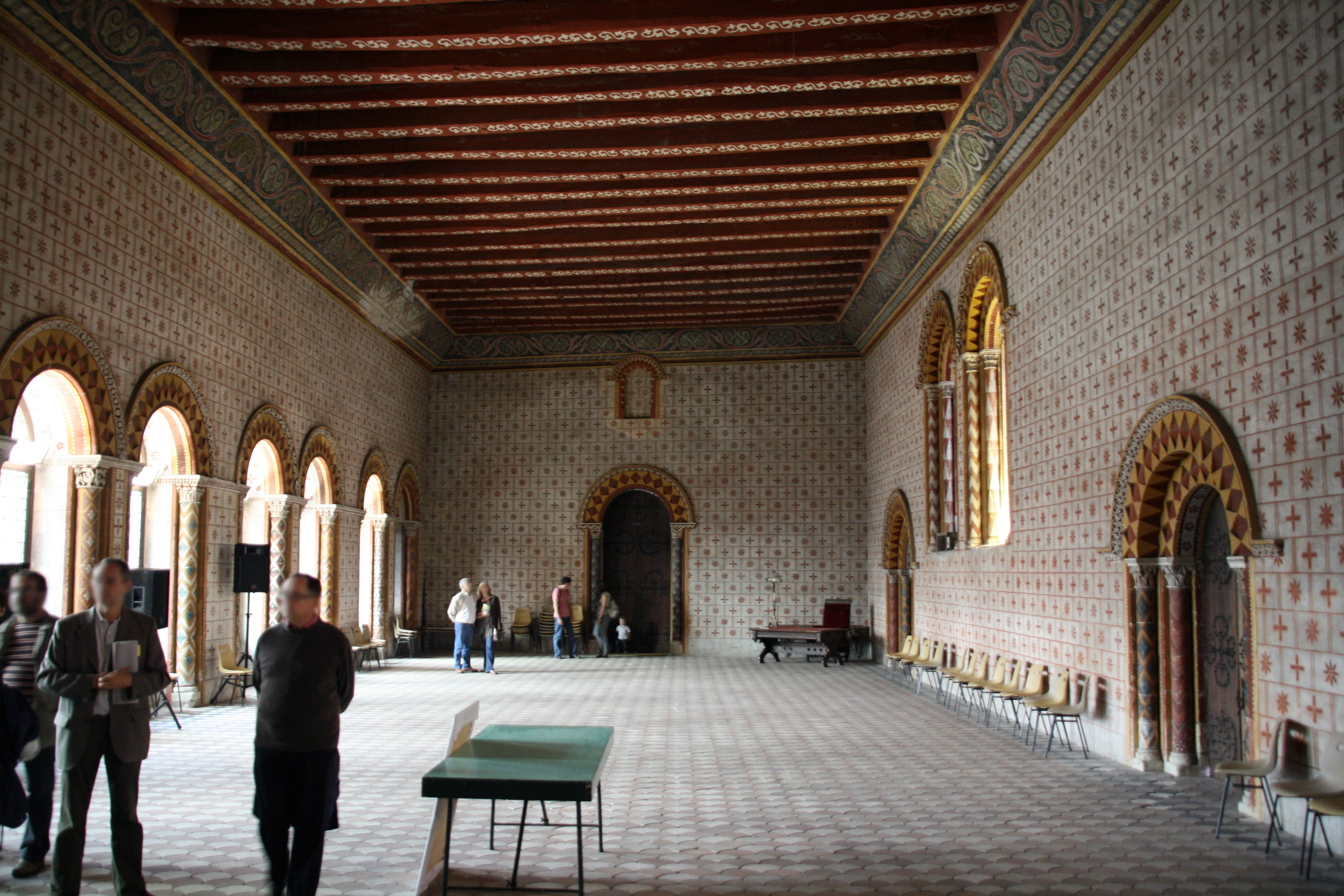
La salle synodale.

#### L'hôpital Saint-Jean
Il s’agit de l’un des plus beaux témoignages de l’architecture hospitalière en France. Sa construction remonte à 1180 environ, lorsque Henri II Plantegenêt fait édifier plusieurs établissements hospitaliers dans ses fiefs. Situé dans la Doutre, l'ancien hôpital Saint-Jean possède une salle des malades d’une longueur de 60 m, exemple majeur du gothique angevin. Après la prise en charge de l’hôpital par les filles de la Charité, saint Vincent de Paul visite les lieux en 1647. Abandonné en 1865 au profit du Centre hospitalier universitaire actuel, l’édifice accueille à partir de 1968 le « Chant du Monde » de Jean Lurçat puis le musée Jean-Lurçat et de la tapisserie contemporaine avec des ateliers de création d’art textile. À proximité se trouvent les anciens greniers de l’hôpital, sur la place du Tertre-Saint-Laurent. Construits après 1188, ils se composent d’une part des greniers proprement dits et d’autre part de deux caves, de plain-pied derrière l’hôpital. Le bâtiment sert toujours partiellement de grenier à blé en 1865, lors de l’aménagement du nouvel hôpital. De nombreuses manifestations s’y déroulent dorénavant.

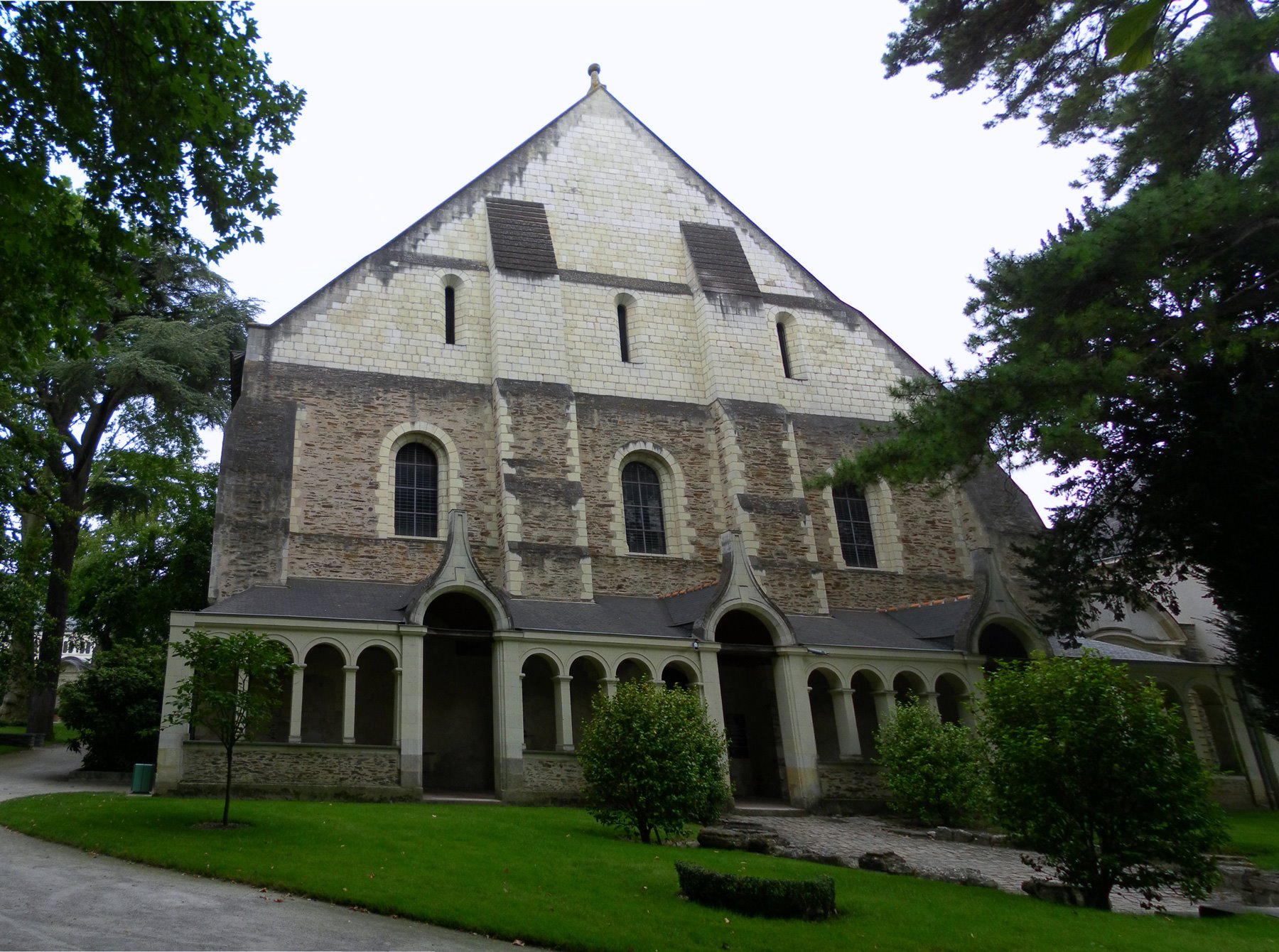
L'hôpital Saint-Jean.
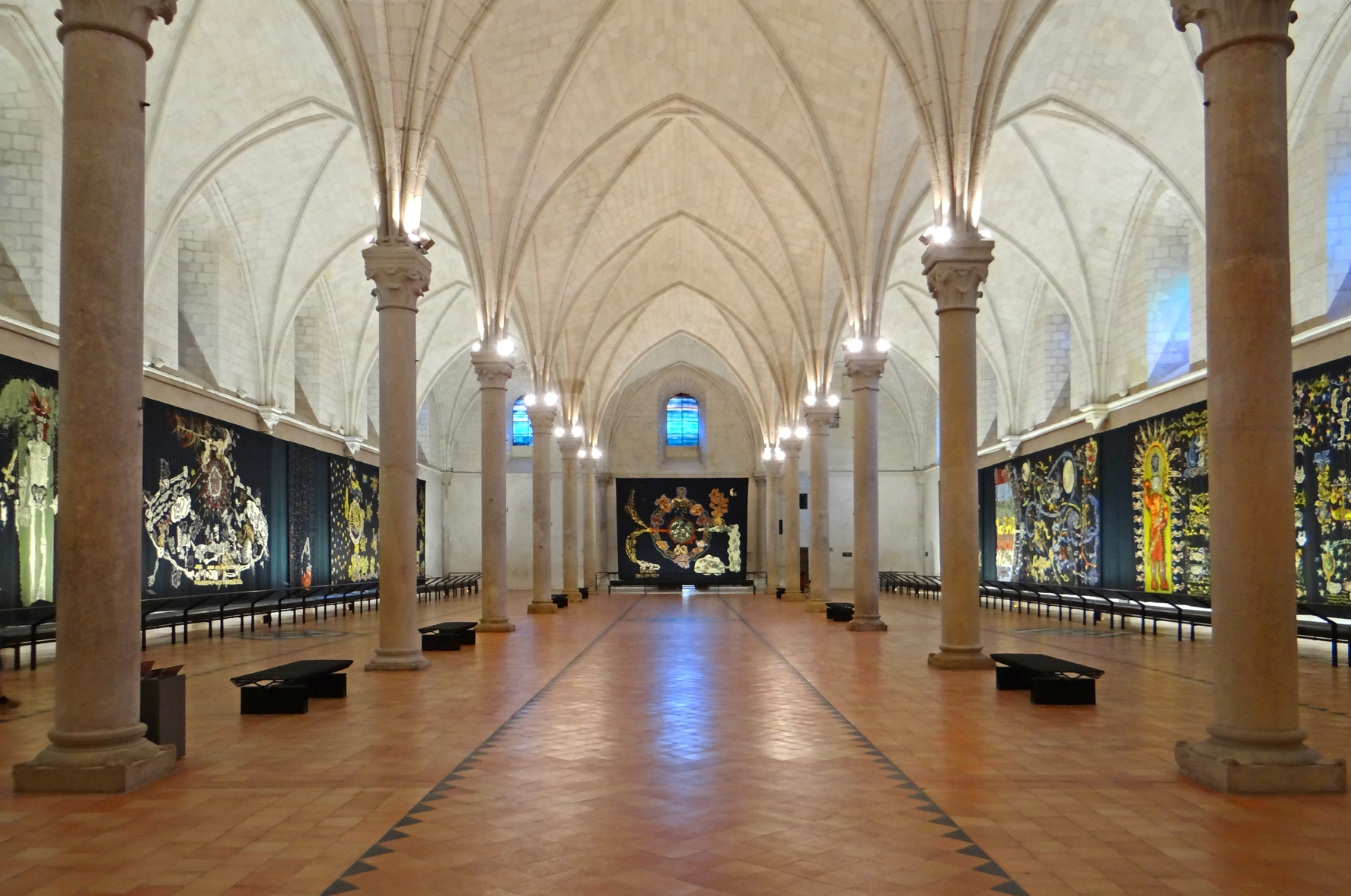
L'ancienne salle des malades.
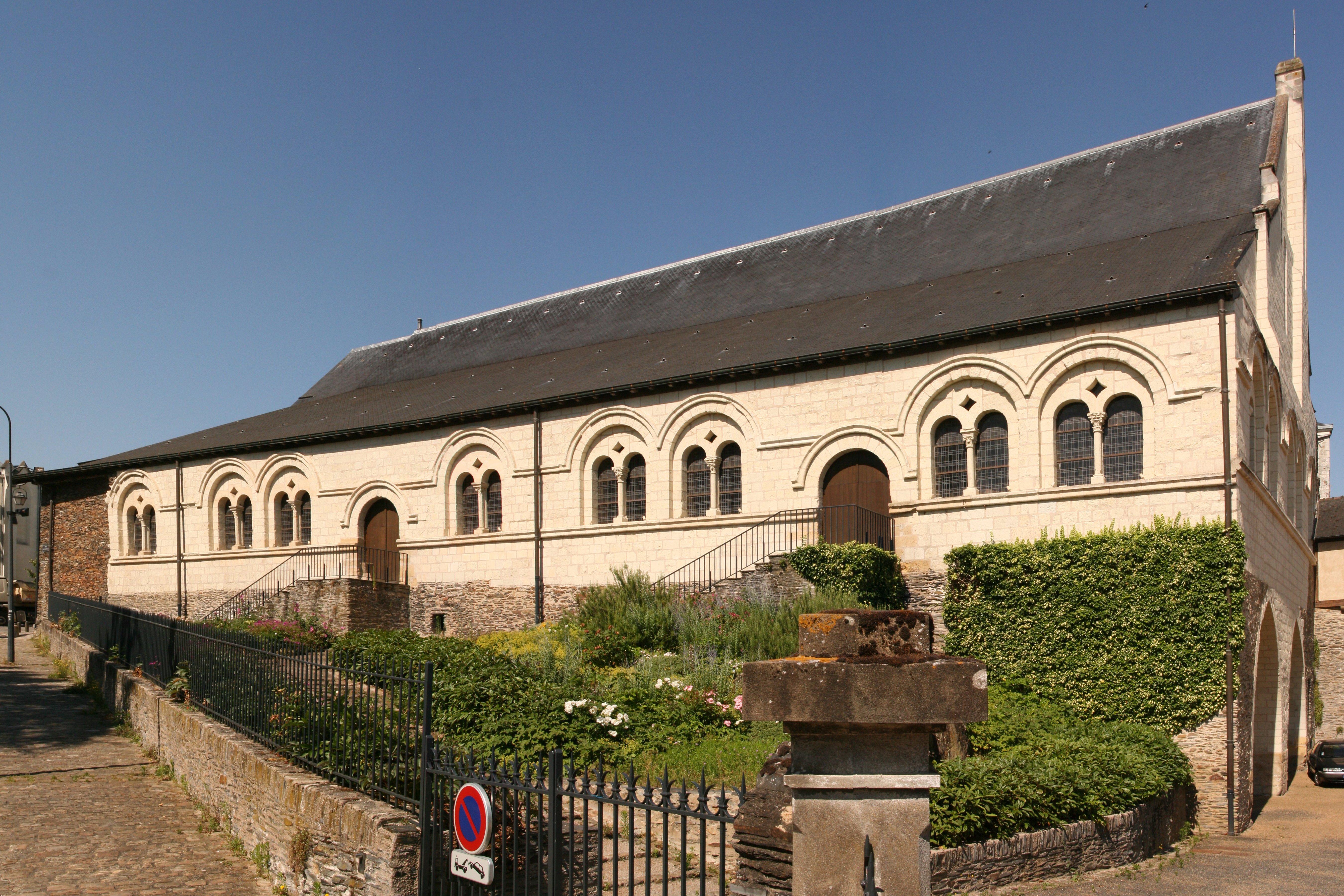
Les greniers Saint-Jean.

#### Les maisons canoniales de la Cité
La Cité, petit ensemble médiéval perché sur un promontoire rocheux, est organisé autour du château et de la cathédrale. C’est le quartier le plus ancien de la ville, structuré en petites ruelles et comprenant nombre d’hôtels particuliers et autres maisons médiévales, notamment canoniales. Construite en tuffeau et en schiste, la maison canoniale Sainte-Croix est une demeure romane attestée dès 1415 mais dont certaines parties remontent au XIIe siècle (rue Saint-Aignan). La maison canoniale Saint-Maurille, dite aussi Hôtel de Cunault, est elle aussi attestée en 1415. Appuyée à l'enceinte urbaine du IIIe siècle, elle est elle aussi un témoignage de l’époque médiévale de la ville (rue Donadieu-de-Puycharic). Dans la même rue se rencontre également la maison canoniale Saint-Martial dont les corps de logis remontent au XVe siècle. Enfin, la Maison de la tour (ou Maison du croissant) est un autre magnifique exemple d’architecture de la fin du XVe siècle. Elle possède une tour d’escalier en tuffeau à l’angle de deux rues qui lui donne son nom.

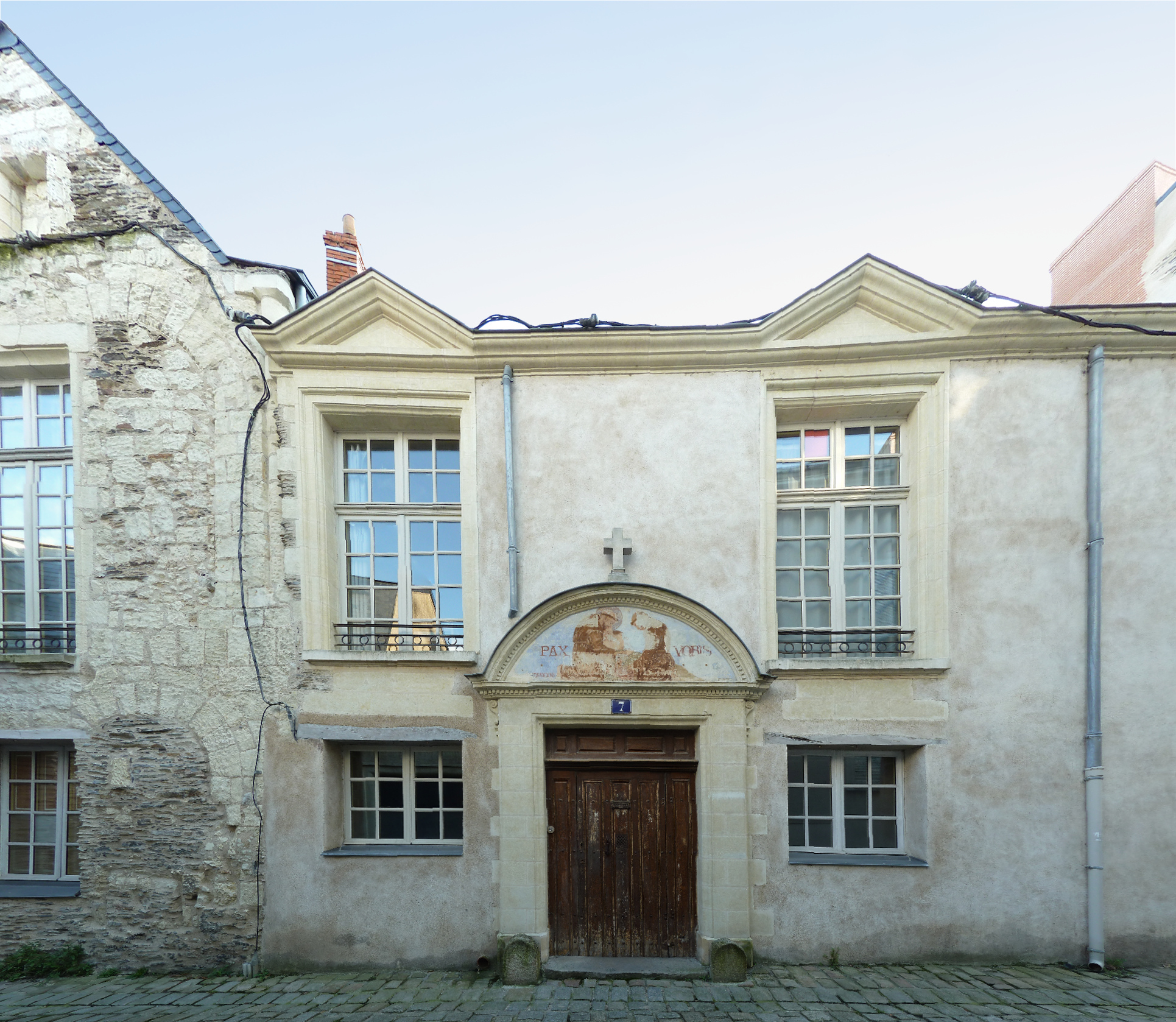
Maison canoniale Sainte-Croix.
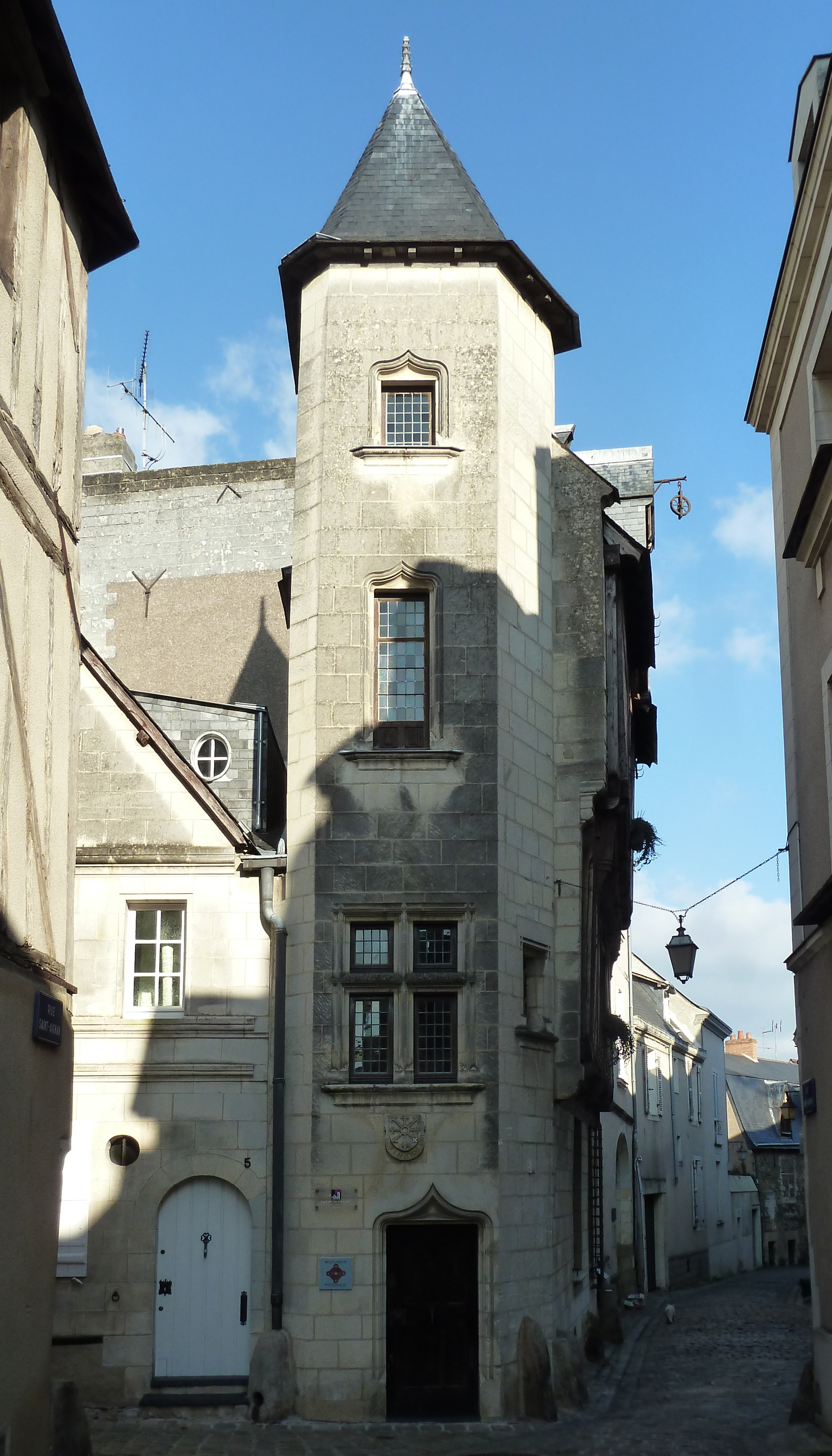
Tour d'escalier de la Maison du Croissant.
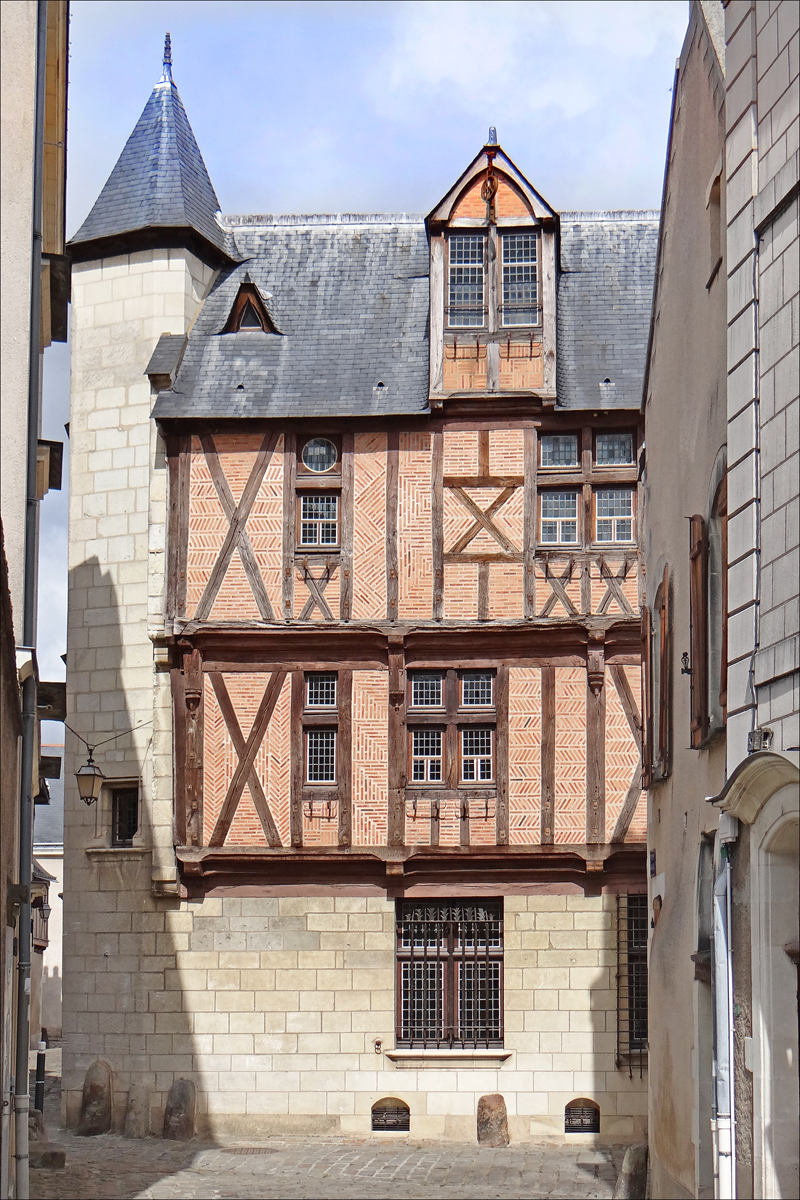
Façade de la Maison du Croissant.
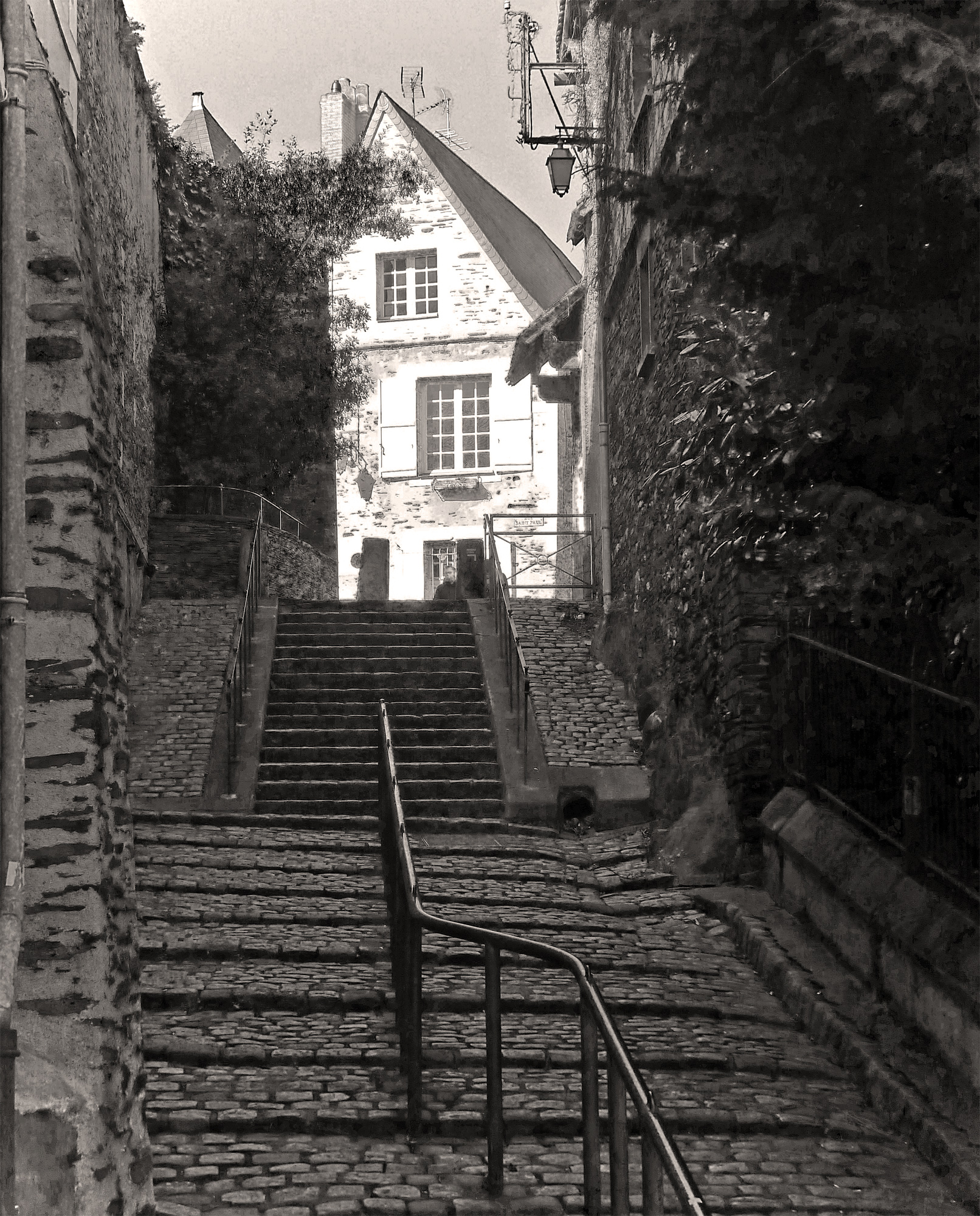
Maison canoniale Saint-Martial rue Donadieu-de-Puycharic.

#### Hôtel d’Andigné
L’Hôtel d’Andigné est un imposant hôtel particulier du XVe siècle situé dans la Doutre. Malgré de multiples modifications au cours du XVIIe siècle, il reste l’un des plus beaux logis de la fin du Moyen Âge à Angers, notamment sa façade sur jardin de style gothique finissant.

#### La maison d’Adam

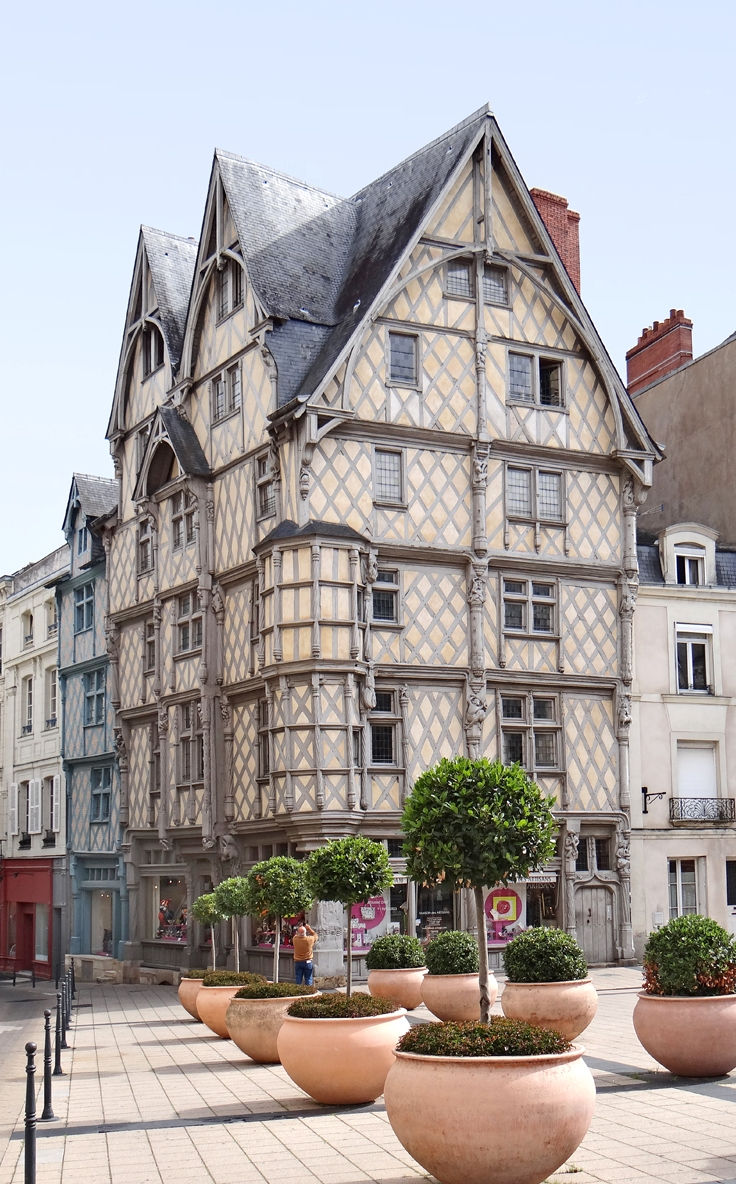
Maison d'Adam, place Sainte-Croix.

Il s’agit de la plus belle des maisons médiévales à pans de bois d’Angers, voire de France de par ses dimensions et son ornementation. Sa période d’édification est mal connue mais remonte à la fin du XVe siècle. Construite par un apothicaire, la maison d'Adam possède deux façades majestueuses de dix mètres chacune sur six niveaux. Situé à proximité de la cathédrale, ce chef-d’œuvre de charpenterie tire son nom des figures d’Adam et Ève qui y sont sculptées. L’ensemble de ses décorations en font la renommée, notamment ses personnages et animaux : la Vierge et l’ange de l’Annonciation, le pélican donnant son sang à ses petits, saint Georges terrassant le dragon, des musiciens, des centaures, griffons, chimères ou encore le père « Tricouillard ».

Détails de la maison d'Adam
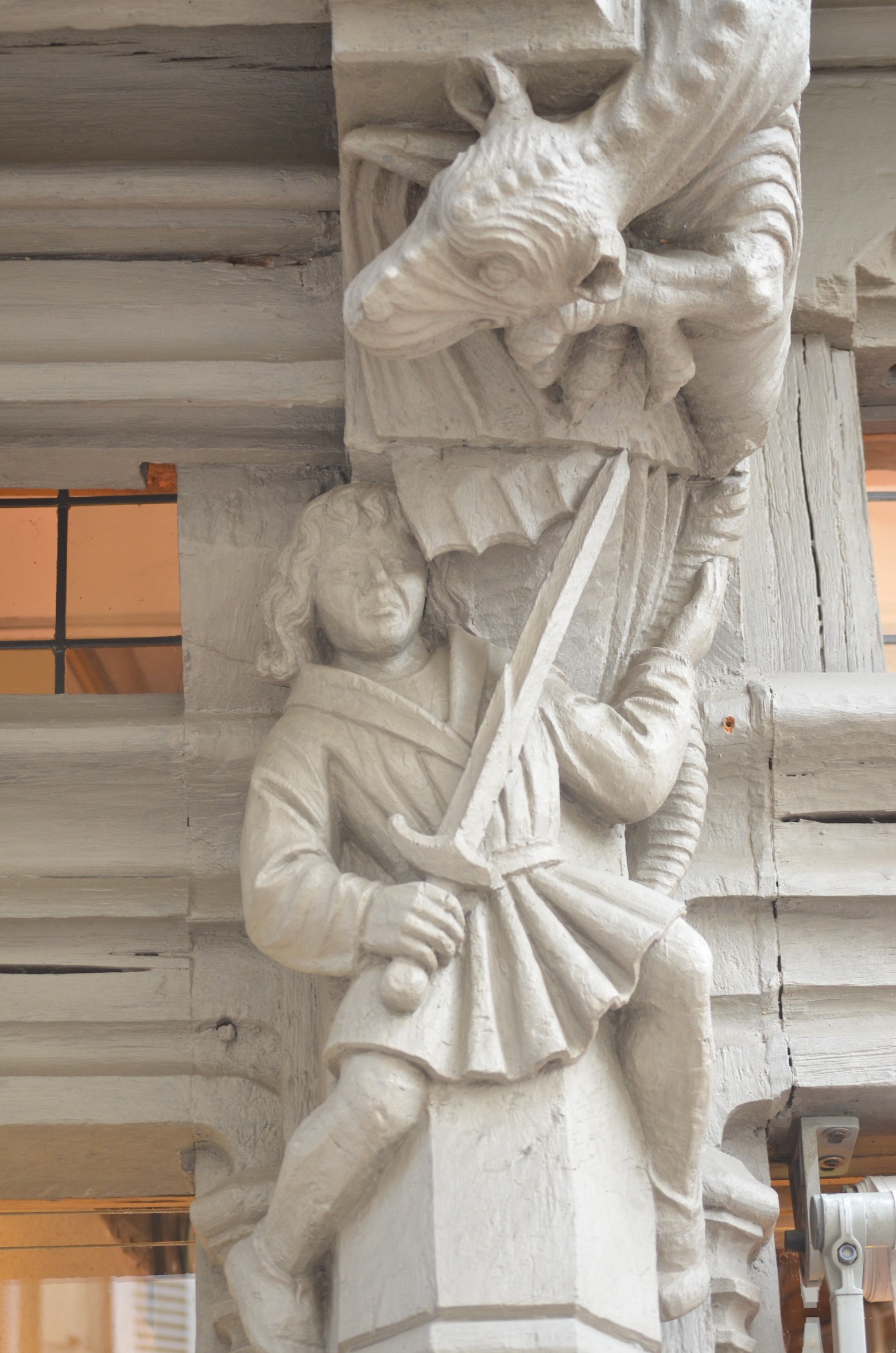
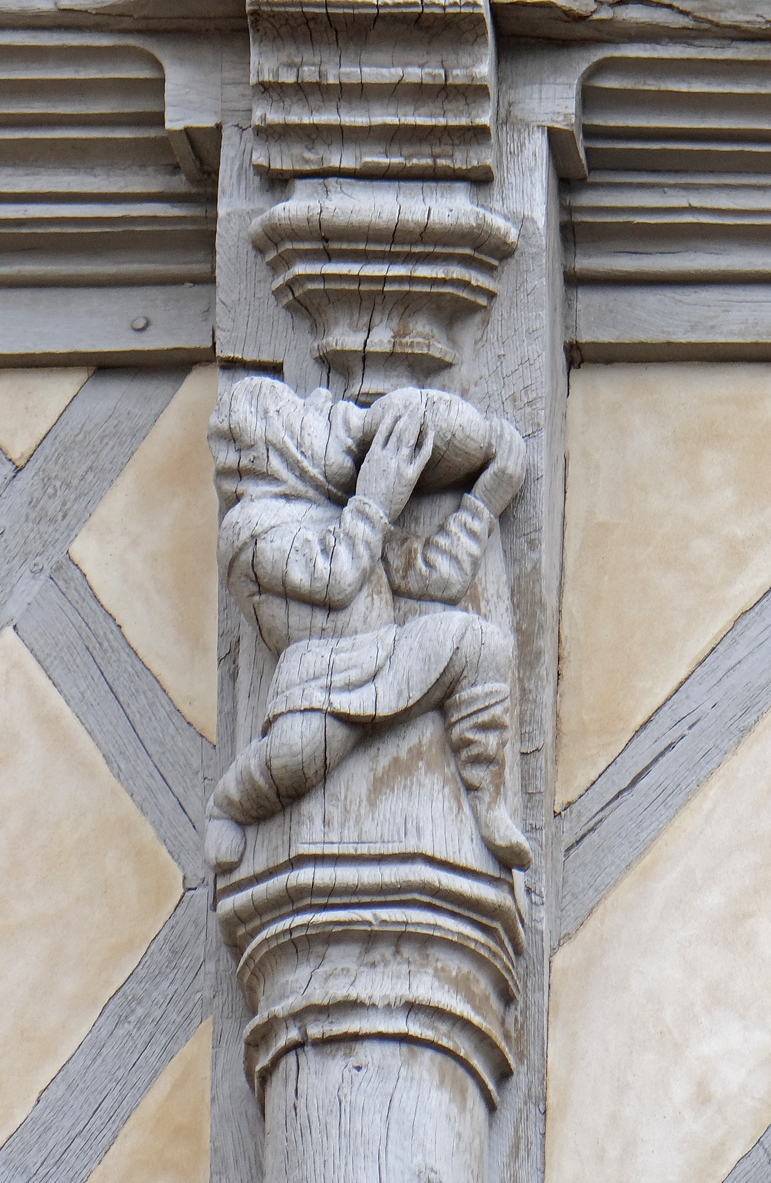
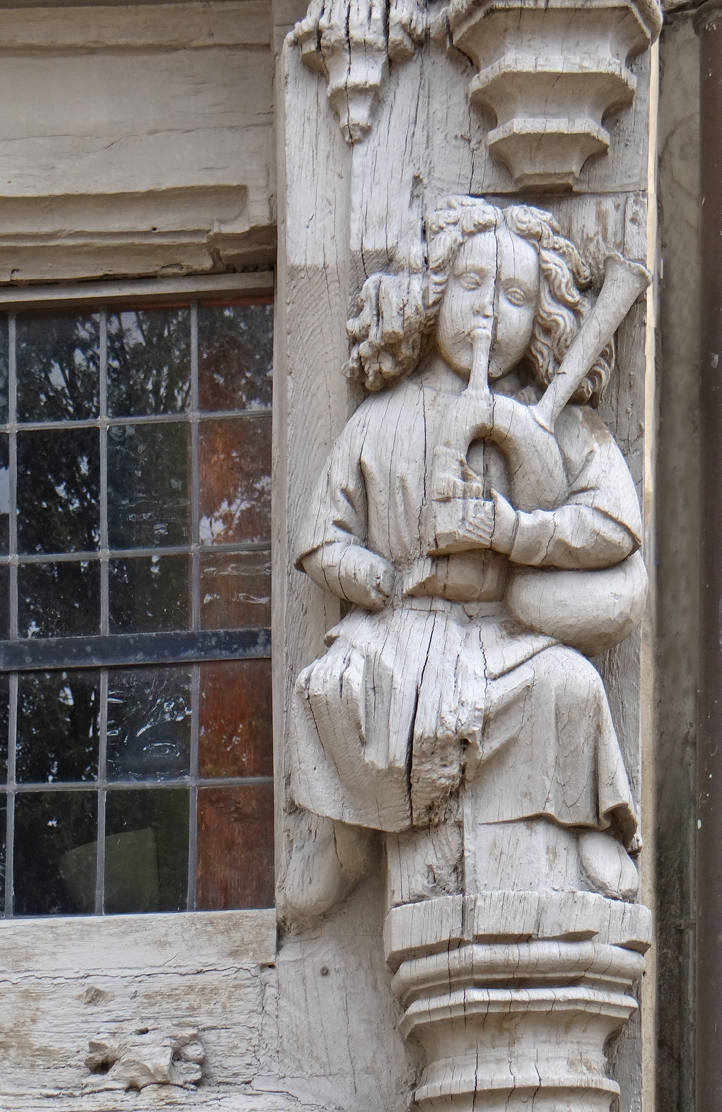
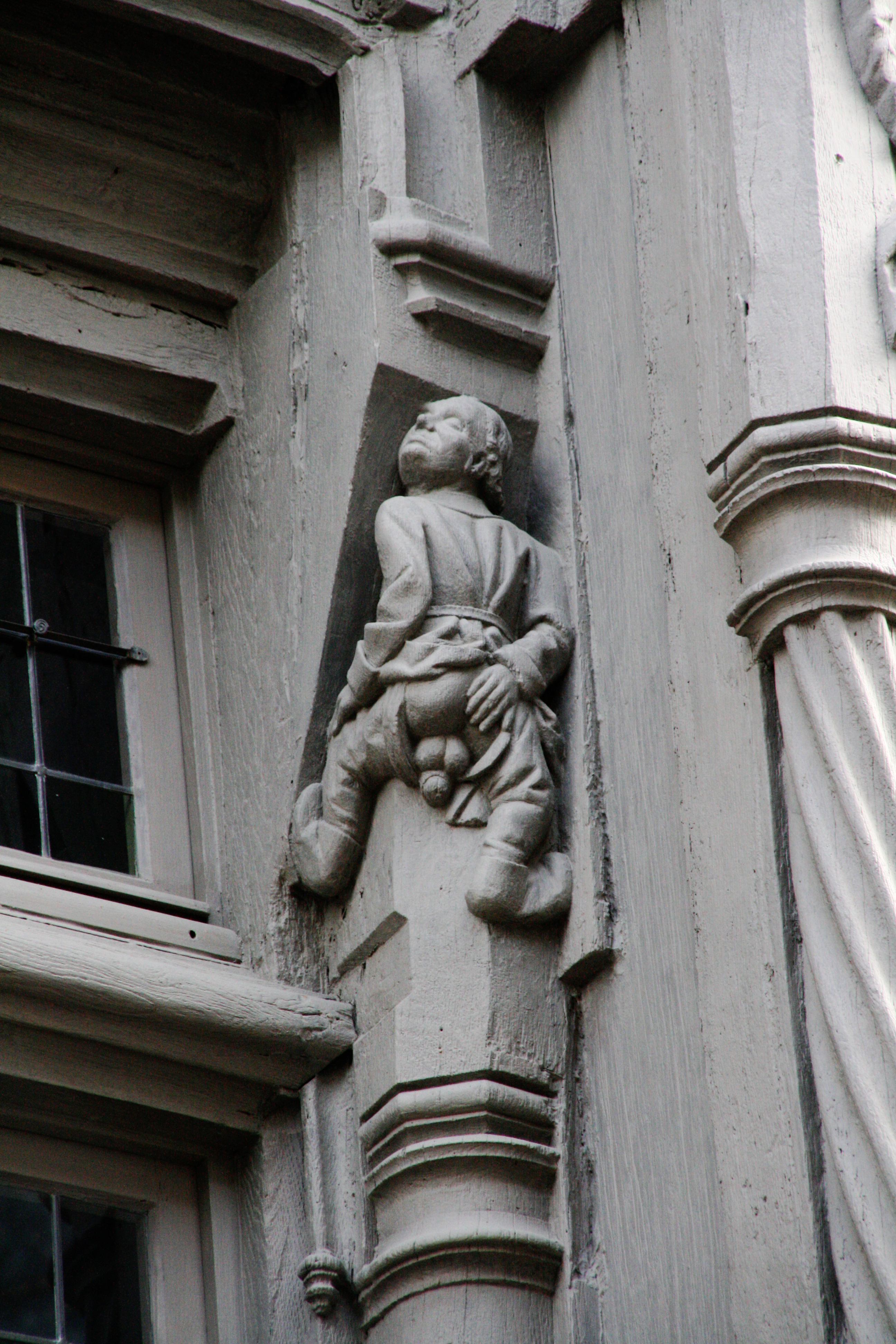

#### Autres maisons particulières à pans de bois
De nombreuses maisons à pans de bois furent édifiées à Angers jusqu’à la fin du XVIe siècle. Les plus beaux exemples peuvent être trouvés dans la Doutre (place de la Laiterie et rue Beaurepaire notamment), rue Saint-Laud (no 21, maison construite vers 1520) ou rue de l’Oisellerie (no 7, maison de 1532). Cette architecture médiévale tardive, en pleine Renaissance, est assez surprenante par ailleurs.

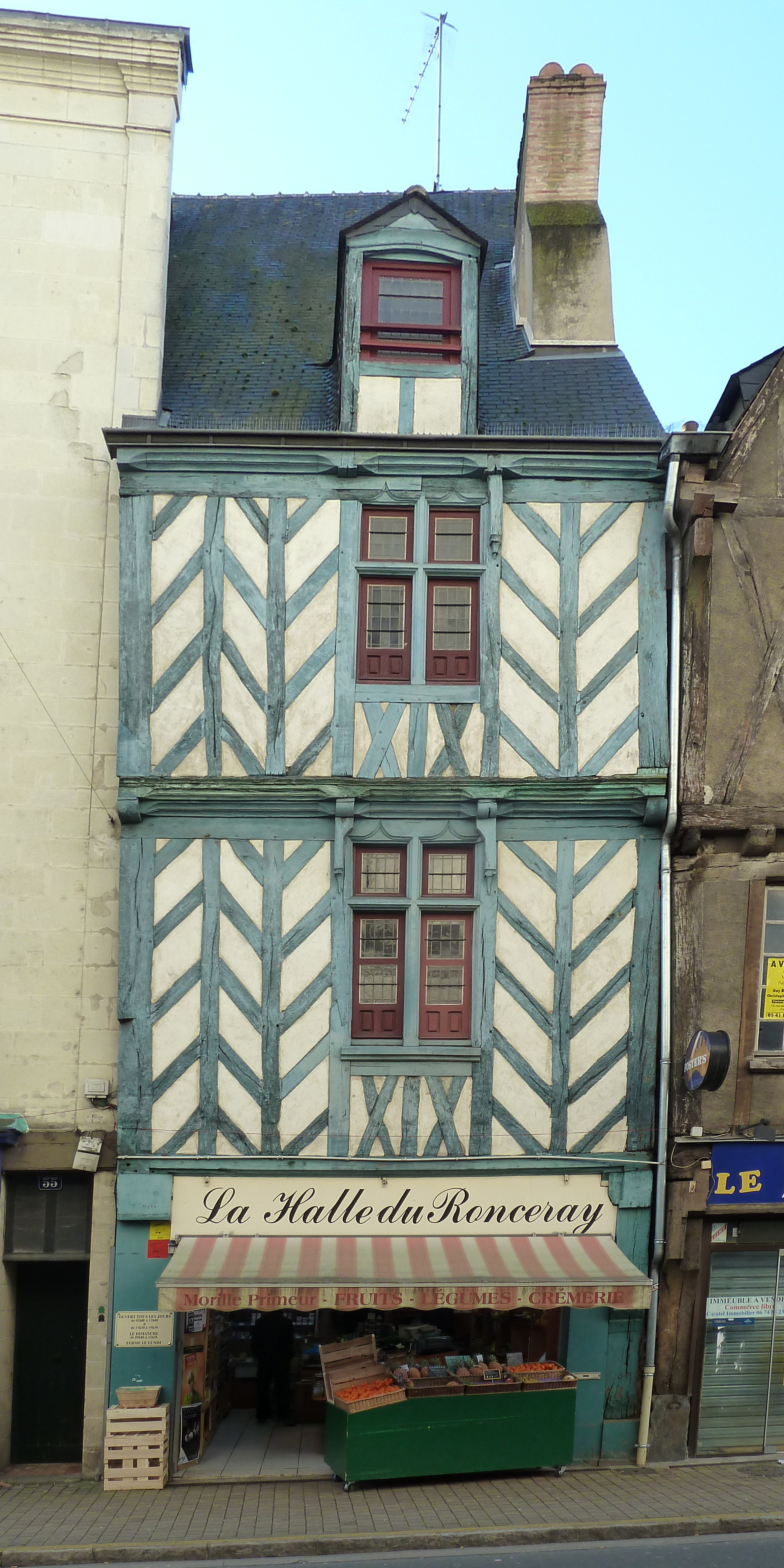
Maison du 57 rue Beaurepaire.
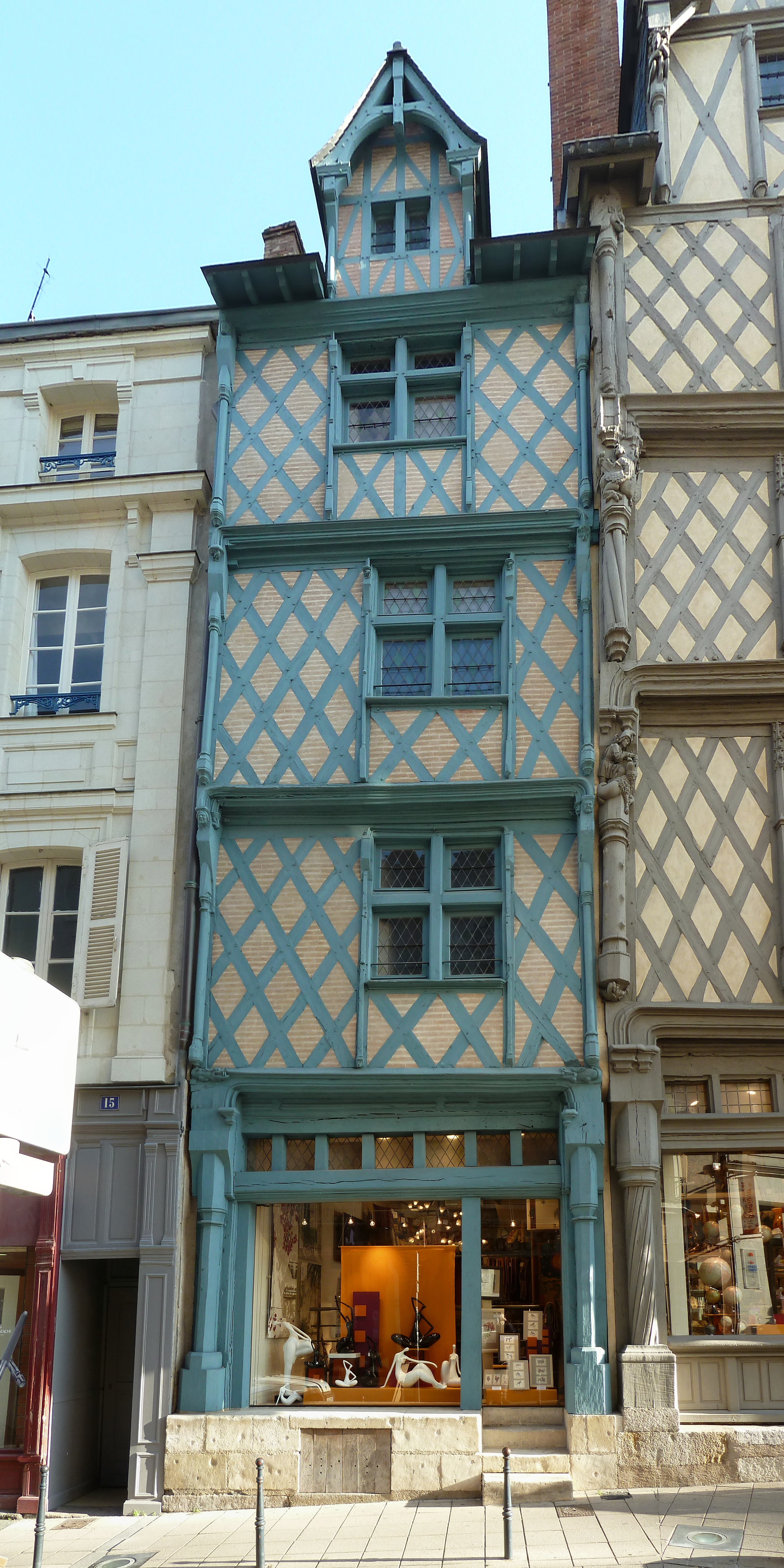
Maison du 17 rue Montault.
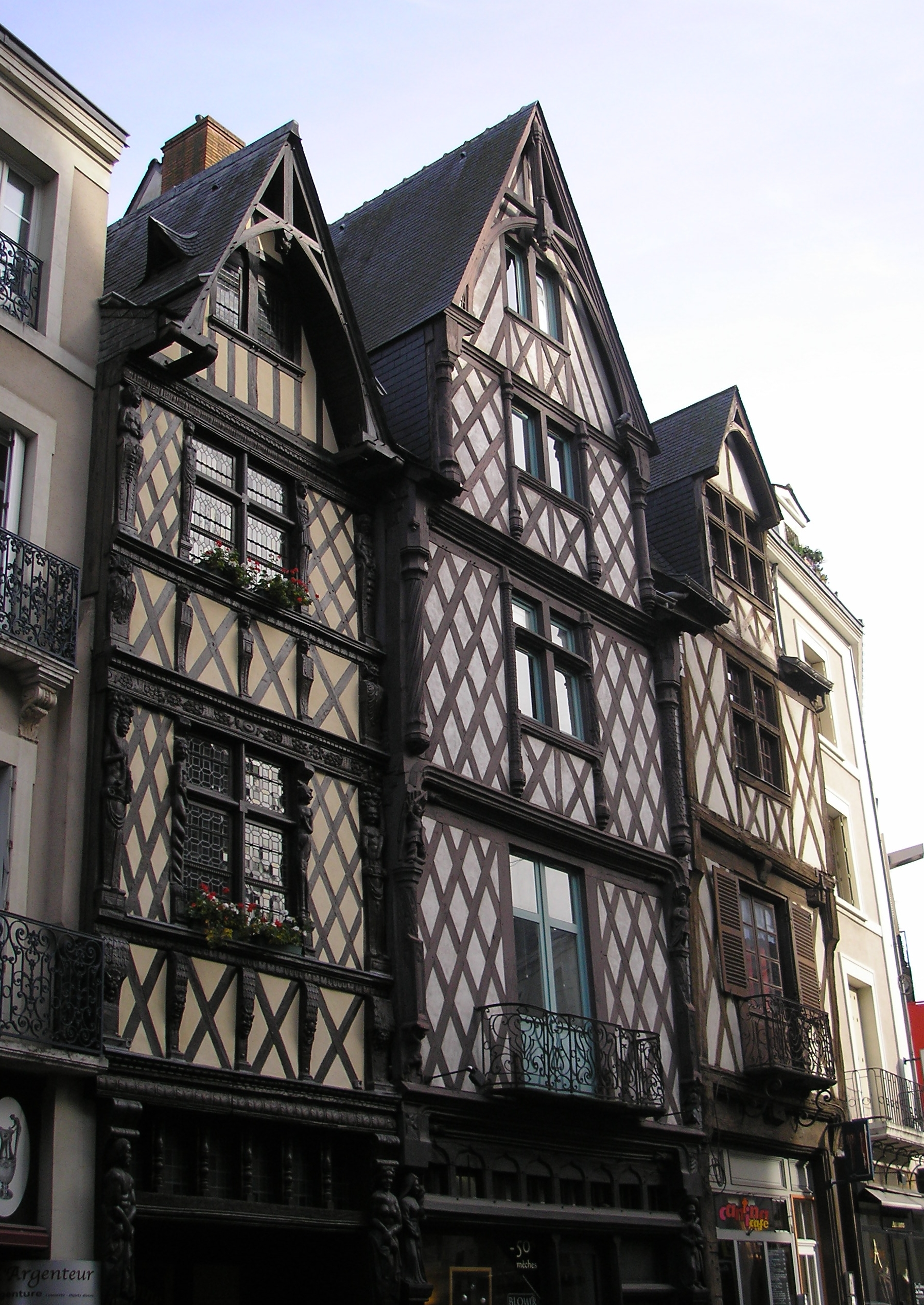
Maisons de la rue de l'Oisellerie.
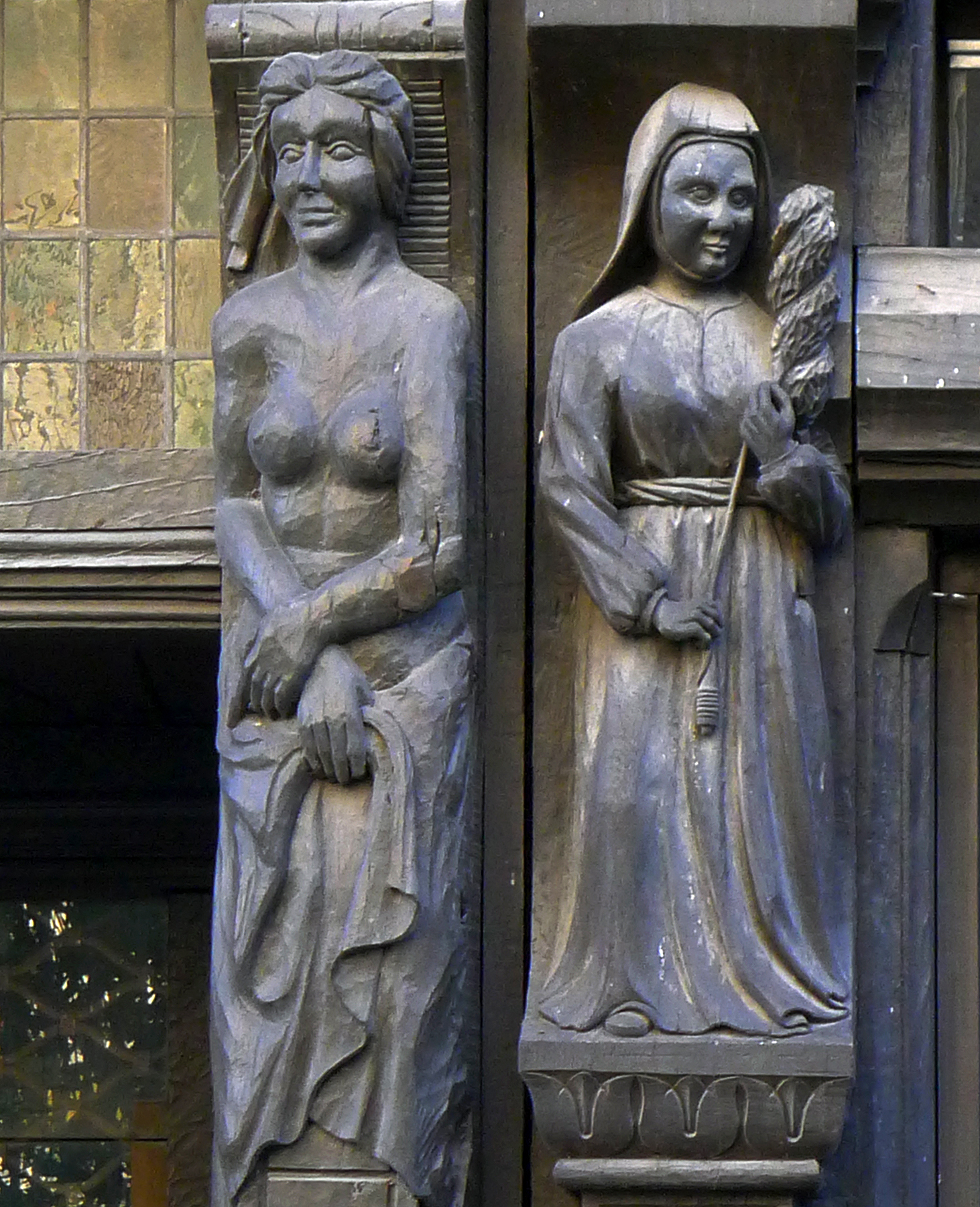
Détails (sculptures).

### Architecture renaissance
La première renaissance ne fait son apparition à Angers dans l’architecture urbaine qu’au milieu du XVIe siècle (maison rue Baudrière (no 62) ou rue Saint-Laud (4 et 15)). La seconde Renaissance à Angers offre de rares exemples d’architecture en bois, dans « un style maniériste au décor proliférant et aux figures anthropomorphes » (par exemple, maisons au 9 rue des Poëliers, 6 rue Pocquet-de-Livonnières ou 5 rue de l’Oisellerie). La maison de Simon Poisson (1582) située au 67 rue Beaurepaire dans la Doutre en est le plus bel exemple avec des allégories de la Science ou de l’Amitié.

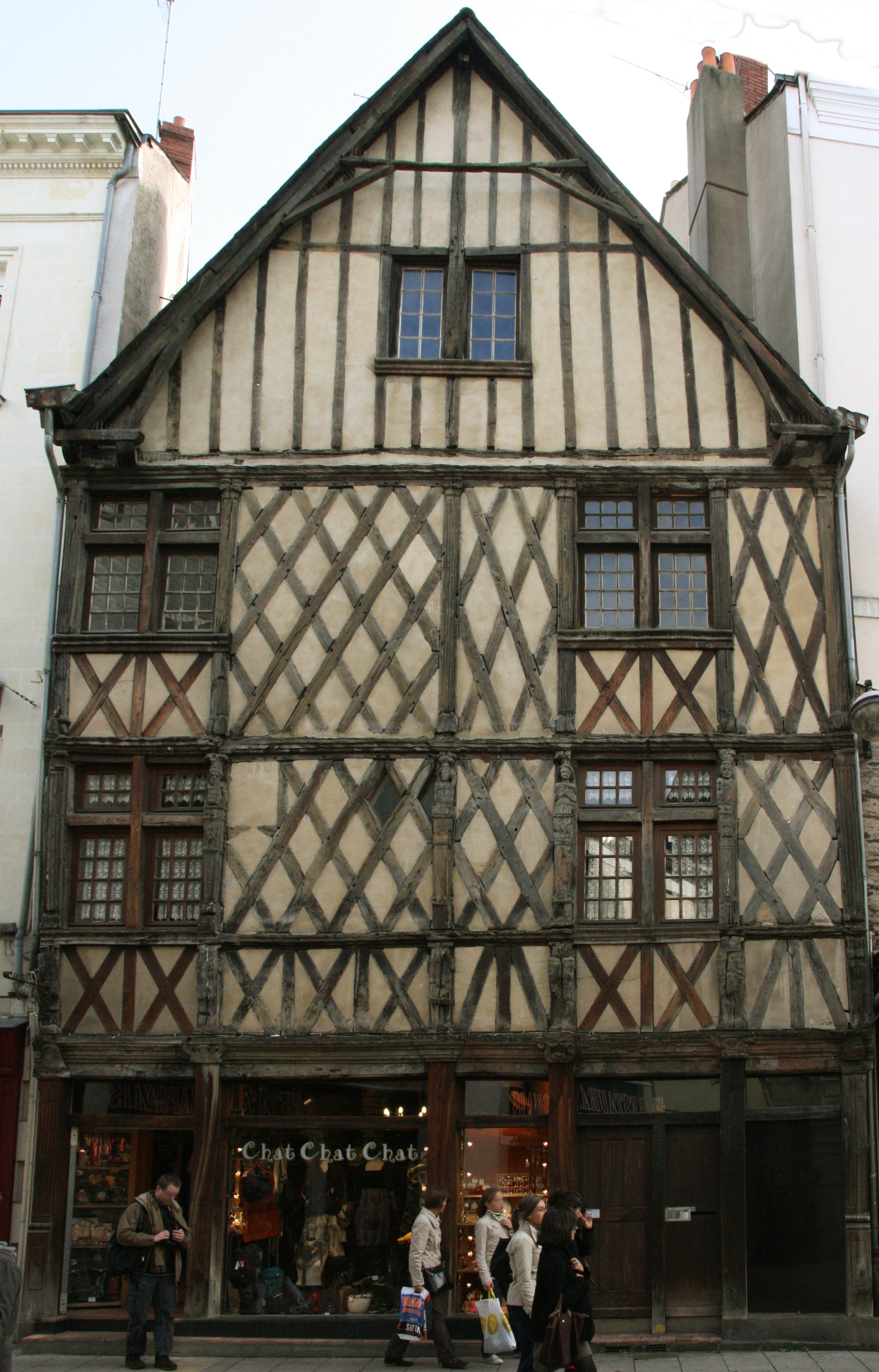
Maison de la Cloche, 9 rue des Poëliers.
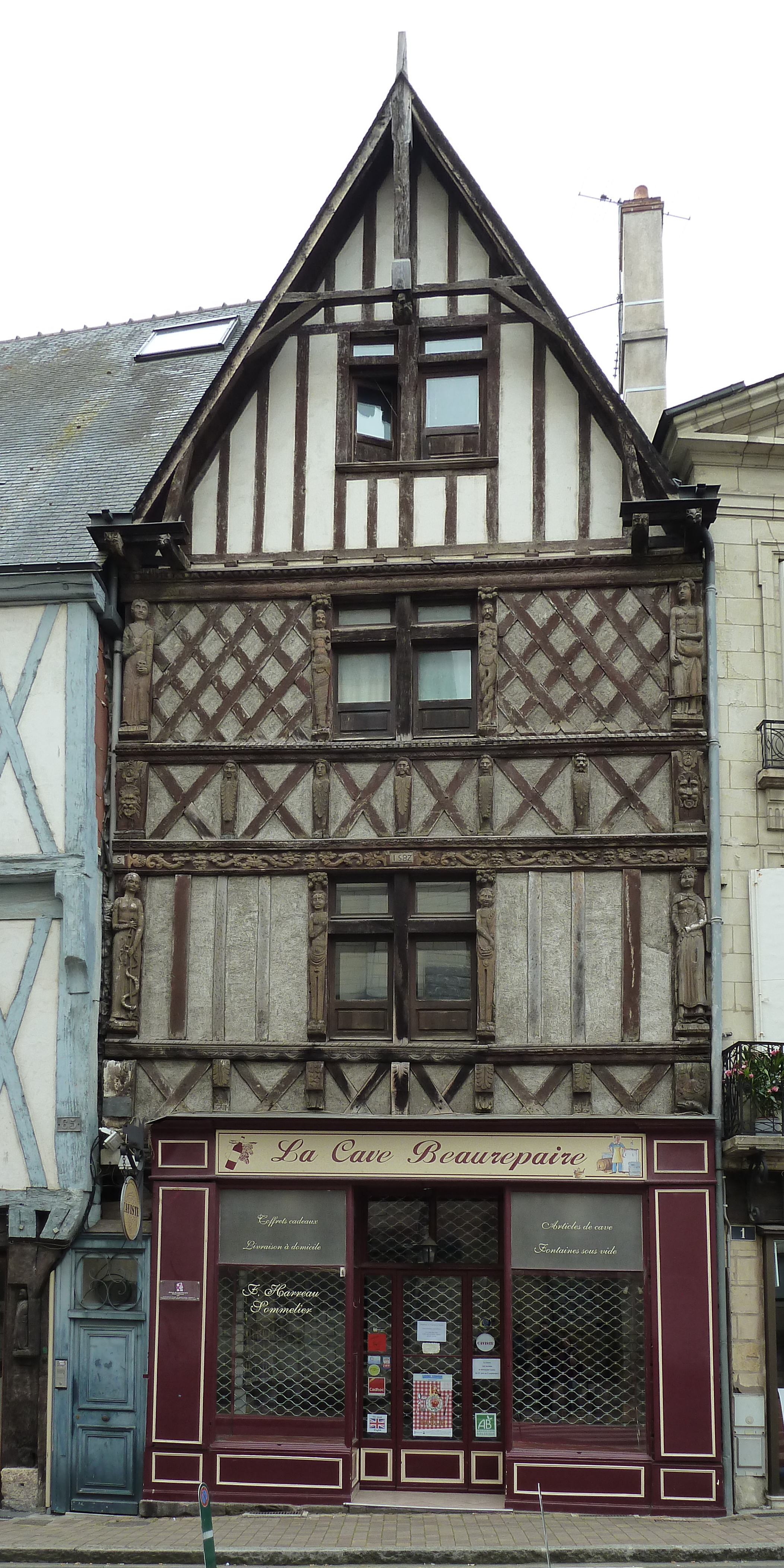
Maison de Simon Poisson rue Beaurepaire.

#### Hôtel des pénitentes
Édifié à la fin du XVe siècle par les religieux bénédictins de Saint-Nicolas dans le quartier de la Doutre, l’hôtel des Pénitentes est à l’origine un refuge en cas de troubles appelé le logis de la Voûte. En 1649, une communauté de dames pénitentes y est installée pour recevoir les femmes de mauvaise vie enfermées sur ordre de police ou repenties. La communauté s’agrandit à la fin du XVIIe siècle, notamment d’une maison correctionnelle pour prostituées. Jusqu’en 1857, le bâtiment reste à la fois une prison et un hospice réservés aux femmes. L’hôtel présente un ensemble architectural hétérogène, du gothique flamboyant de la fin du XVe siècle (corps de logis de droite) à la Première Renaissance (aile centrale) et la Seconde (portail d’entrée). Une exceptionnelle cheminée Renaissance se trouve par ailleurs à l’intérieur.

#### Château du Pin
Le château du Pin est un manoir de campagne d’architecture gothique et renaissance. Construit dans la seconde moitié du XVe siècle, il présente des murs de schiste et une belle tour d’escalier. Il fut embelli dès le début du XVIe siècle de décors Renaissance. Une chapelle y fut également édifiée à la même époque. Devenue exploitation agricole au XIXe siècle, la demeure devient la propriété en 1859 d’André Leroy, pépiniériste. Ce dernier fait moderniser les fenêtres, aménager une galerie à trois travées voûtées d’ogives et crée une verrière en l’honneur de saint André. L’édifice est encore remanié en style néogothique à la fin du XIXe siècle : seconde tour d’escalier, bow-windows et galerie-terrasse.

#### Logis Barrault
Cet hôtel particulier a été édifié entre 1486 et 1493 pour Olivier Barrault, vicomte de Mortain, grand serviteur du roi, trésorier de Bretagne et maire d’Angers. Le logis Barrault est l’un des plus remarquables exemples de l’architecture française des débuts de la Renaissance. Il accueille notamment César Borgia ou encore Marie de Médicis et Richelieu. Bâti sur un vaste terrain, il s’agit de l’un des premiers hôtels « entre cour et jardin ». Propriété du Grand séminaire à partir du XVIIe siècle, il fut profondément remanié au tournant des XVIIe et XVIIIe siècles. Quelques pièces témoignent néanmoins de l’opulence originelle : tour d’escalier, voûtes d’ogives de la galerie d’entrée, cabinets, etc. La magnificence des façades était renforcée par les lucarnes alors sans équivalent en France (hors château voisin du Verger à Seiches, détruit). Une galerie à deux travées voûtées d’ogives menait en outre de la cour au jardin. Celle-ci témoigne de l’intérêt qui était alors porté au jardin, à l’image du roi René au château d’Angers et anticipe les constructions des siècles suivants.

#### Logis Pincé
Cet hôtel particulier est l’un des exemples les plus représentatifs de la Première Renaissance en France. Edifié entre 1523 et 1535 pour Jean de Pincé, seigneur du Bois de Savigné, lieutenant criminel et maire d’Angers près de la place du Ralliement – le logis Pincé — ou hôtel de Pincé — était avant le XIXe siècle enchâssé dans d’étroites ruelles. Il comprend deux corps de logis autour d’une tour d’escalier et possède de nombreuses similitudes avec le logis Barrault. L’aile droite est l’œuvre de l’architecte angevin Jean Delespine (auteur également de la tour centrale de la cathédrale et du château de Serrant) et comprend notamment une trompe d’angle conique. Après avoir successivement appartenu à différentes familles de la noblesse de robe, il est légué à la ville par le peintre Guillaume Bodinier en 1861 et devient à partir de 1889 un musée présentant la collection d’antiquités de Turpin de Crissé.

#### Hôtel Lancreau de Bellefonds
Cet hôtel particulier est une réédification de la fin du XVIe siècle pour François Bitault, seigneur de la Raimbardière et maire d’Angers. Il est un exemple de la Seconde Renaissance à Angers. À la différence de l’hôtel de Pincé, l’ornementation extérieure est ici sobre, voire austère, préfigurant le classicisme architectural. L’intégration de l’escalier dans le corps de logis est une innovation architecturale majeure de l’époque, bien qu’un pavillon signale celui-ci à la manière de la tradition médiévale. Une imposante cheminée d’une importante richesse décorative se trouve dans la grande salle d’apparat.

#### Hôtel Du Guesclin
L’hôtel Du Guesclin est un hôtel particulier du milieu du XVIe siècle. Bâtiment de la Seconde Renaissance, il est remarquable par son homogénéité architecturale malgré l’ornementation dans le style maniériste des fenêtres et corniches. En outre, contrairement aux autres demeures aristocrate de l’époque, il est édifié dans la Doutre, en bordure de l’ancien cimetière des pauvres de la place de la Paix. Il doit son nom nom au mousquetaire René-Olivier Du Guesclin qui l’acquiert au début du XVIIIe siècle.

#### Hôtel de Thévalle
L’Hôtel de Thévalle, édifié dans la seconde moitié du XVe siècle mais profondément transformé dès 1561 par l’architecte Jean Delespine comprend quatre cours et cinq corps de logis. Il possède en outre des sous-sols sur deux niveaux particulièrement exceptionnels. De par ses nombreux corps de bâtiments, sa complexité et la qualité de son pavillon et de son escalier monumental, il est un représentant majeur de la Seconde Renaissance angevine.

#### Hôtel du Roi de Pologne
L’hôtel du Roi de Pologne est un autre exemple de demeures de la Seconde Renaissance. Il doit son nom d’Henri III de France, duc d’Anjou et éphémère roi de Pologne mais sans qu’aucun lien n’existe, si ce n’est une auberge dite du Roy de Pologne située un peu plus loin. Sans doute édifiée peu après 1560 par de riches négociants du transport fluvial, il est un témoignage de l’architecture locale de l’époque : alternance de murs de schiste et de pierres de taille notamment. Sobre, il possède néanmoins une tour d’escalier héritée de l’architecture gothique alors passée de mode. Il est aujourd’hui isolé, en bordure de la voie rapide. À l’intérieur, une cheminée raconte l’histoire d’Actéon.

Architecture Renaissance à Angers
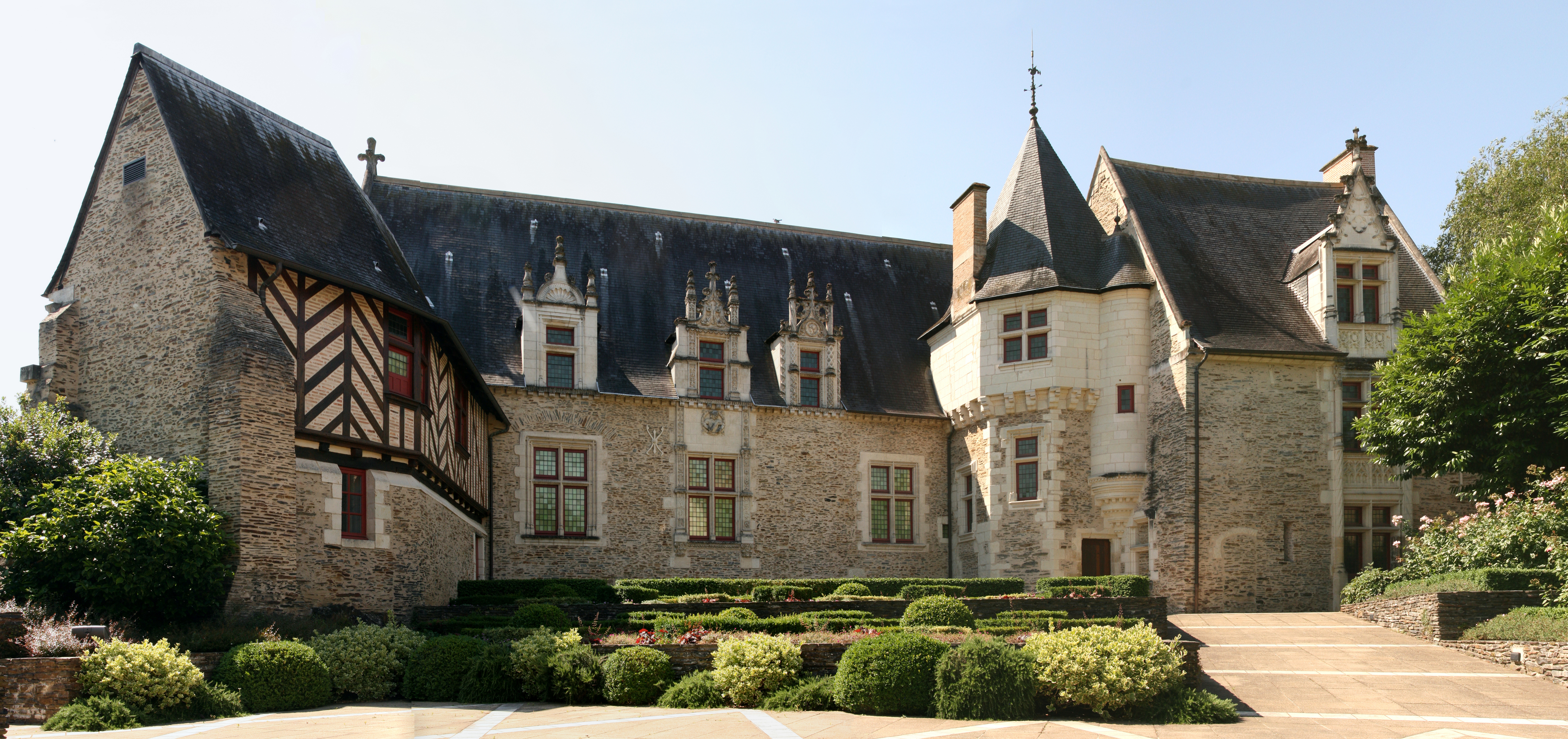
Hôtel des Pénitentes.
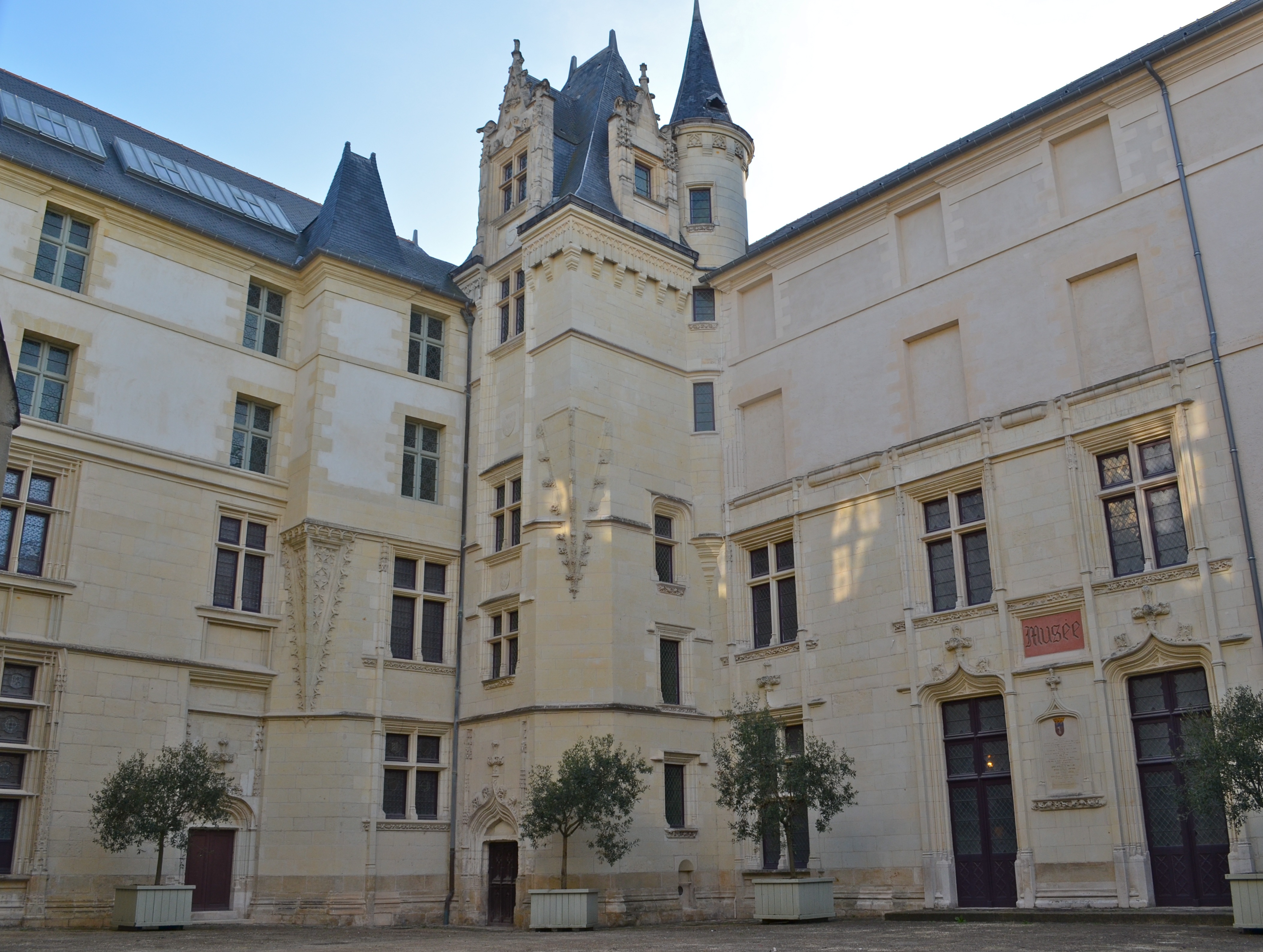
Cour du Logis Barrault.
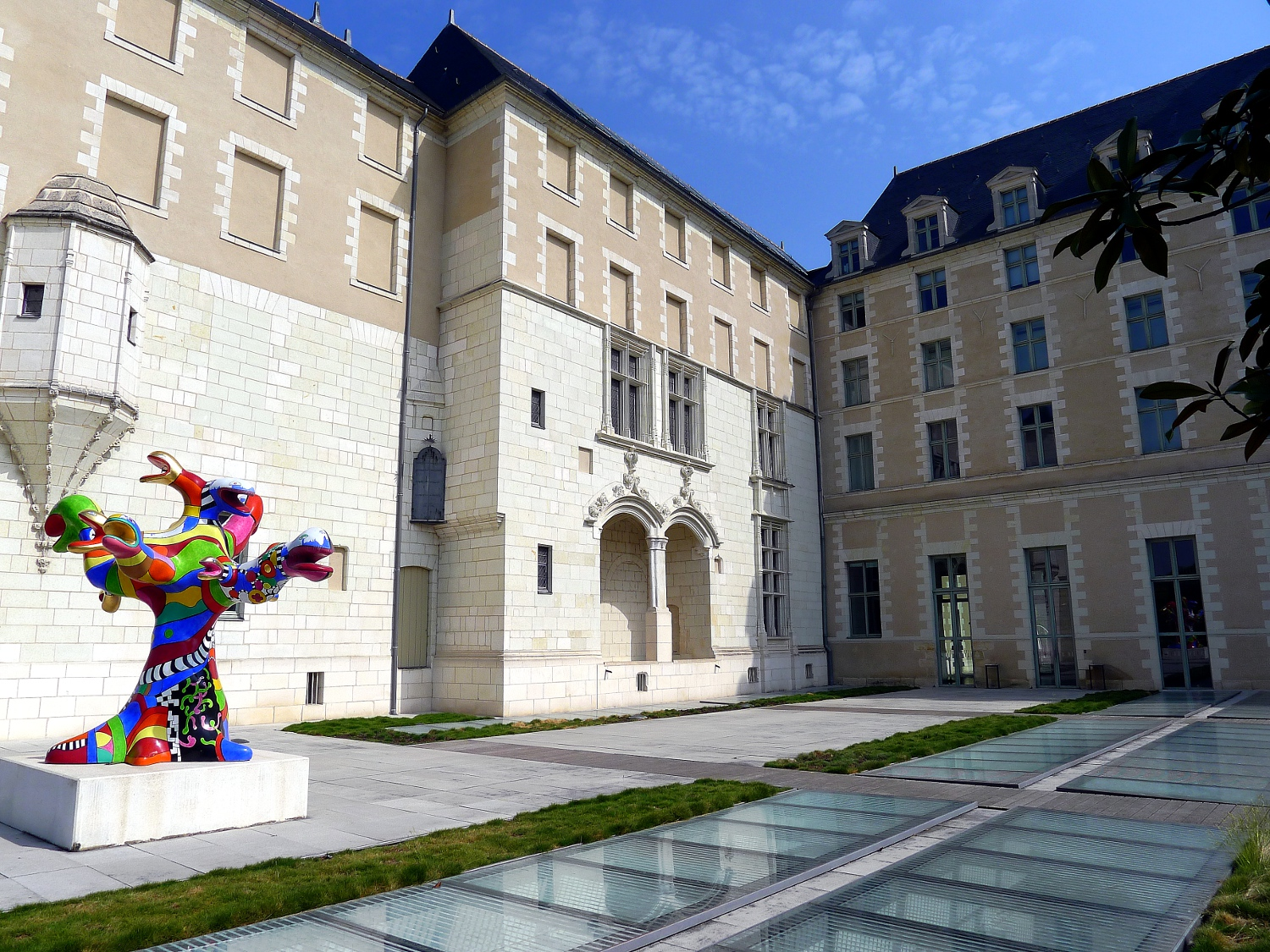
Ancien jardin du Logis Barrault.
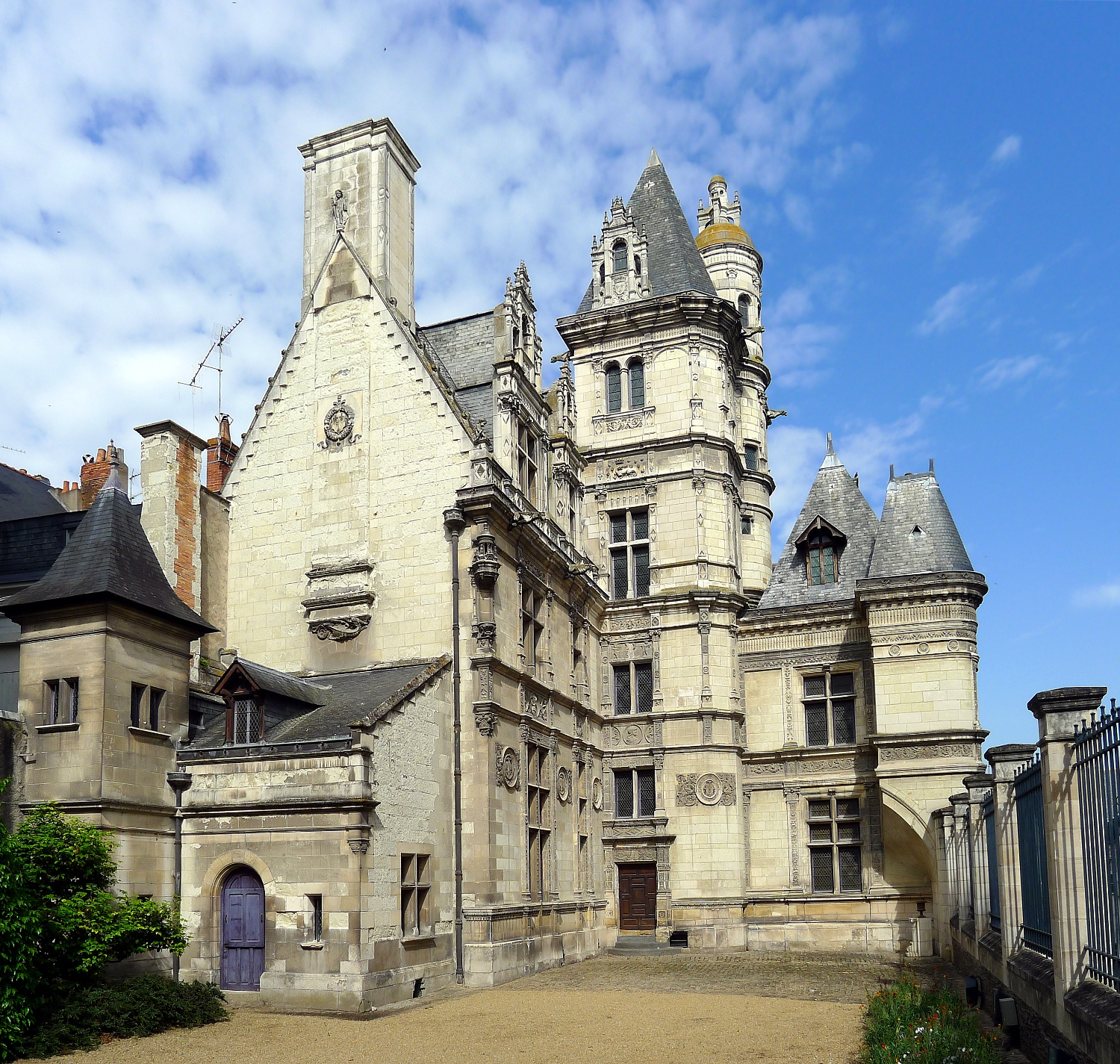
Hôtel de Pincé.
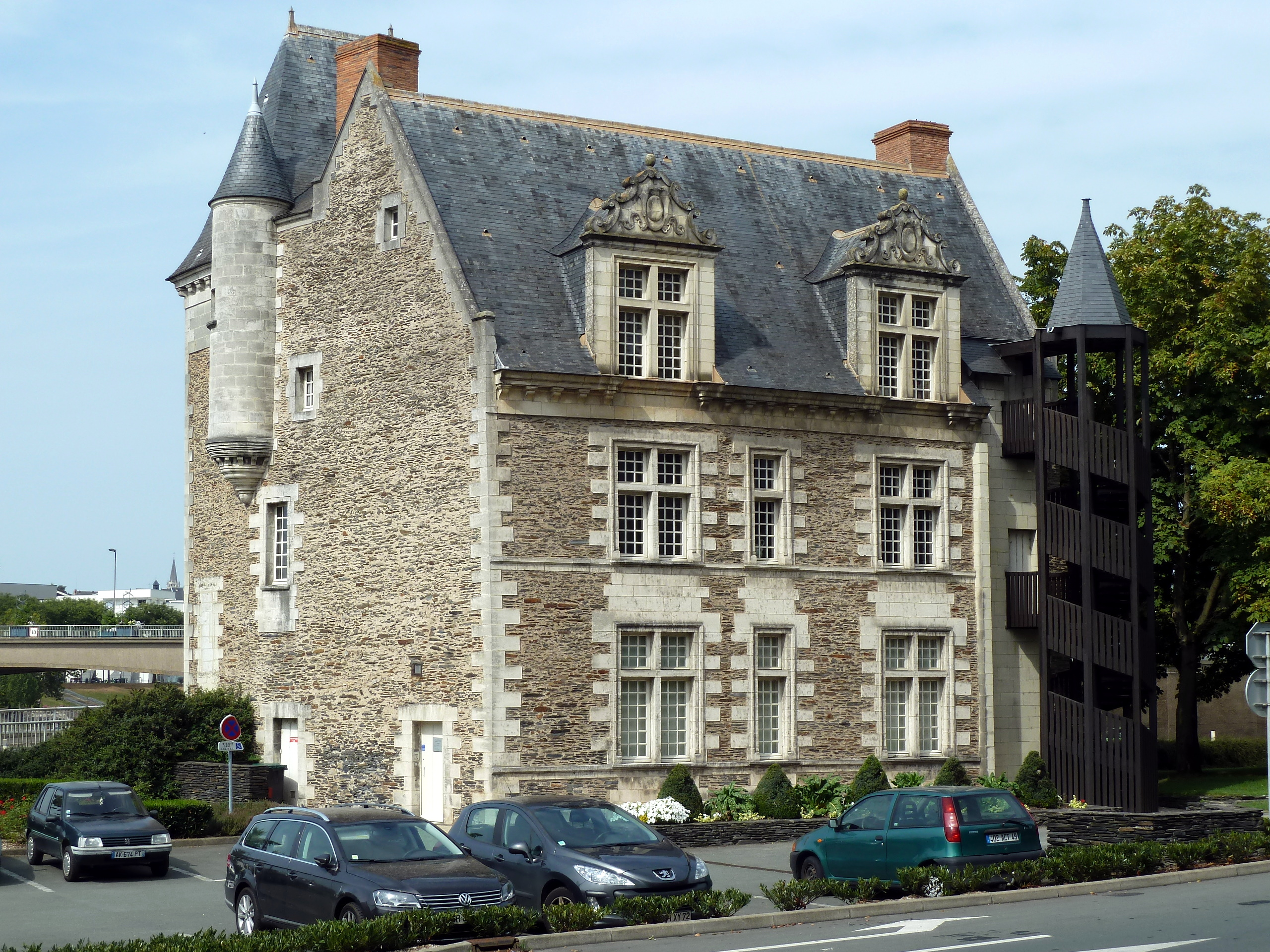
Hôtel du Roi de Pologne.

### Architecture moderne

#### Hôtel Demarie-Valentin
Construit à l’emplacement d’un ancien cimetière, sur une butte, l’hôtel Demarie-Valentin est édifié à la fin du XVIIIe siècle. Compte tenu de la topographie, l’aménagement intérieur est complexe et surprenant, autour d’une cour intérieure ornée de balcons. L’hôtel, œuvre remarquable du néo-classicisme angevin, possède surtout un magnifique jardin en terrasse orné de colonnades et adossé aux fortifications médiévales. Il accueille aujourd’hui le Museum d’histoire naturelle d’Angers, notamment les expositions temporaires et l’exposition permanente de zoologie.

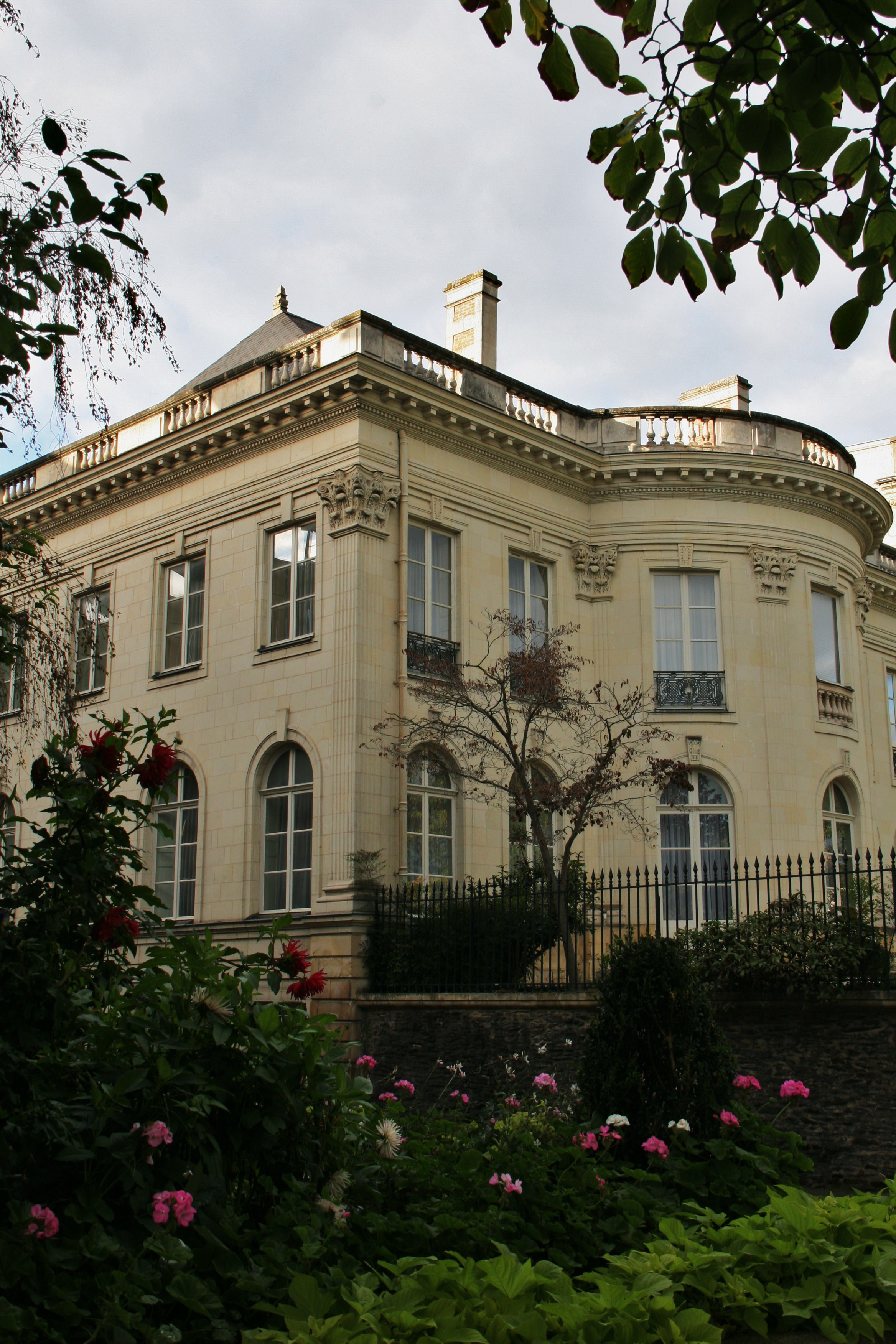
L'hôtel Tessié de la Motte.

#### Hôtel Tessié de la Motte
L’hôtel Tessié de La Motte est l’un des plus beaux hôtels particuliers du XIXe siècle. Construit le long de la ceinture de boulevards ayant remplacé l’ancienne muraille en 1825, il possède un jardin en façade afin de conserver l’harmonie de la promenade qu’était l’actuel boulevard Bessonneau. Il possède cependant une architecture classique d’hôtel entre cour et jardin. Témoin du néo-classicisme, il est agencé autour d’un salon en rotonde d’inspiration palladienne et possède des pilastres et autres chapiteaux corinthiens. Il est propriété de la ville depuis 1988, transformé en lieu de réception et de résidence des hôtes de la municipalité.

#### Hôtel Bessonneau
L’hôtel Bessonneau est édifié en 1863 et réaménagé par le célèbre industriel Julien Bessonneau. Il est le plus représentatif exemple à Angers de l’architecture bourgeoise de la seconde moitié du XIXe siècle : hôtel sur rue à passage cocher couvert, avec une façade d’influence Renaissance et Grand Siècle.

#### Grand théâtre

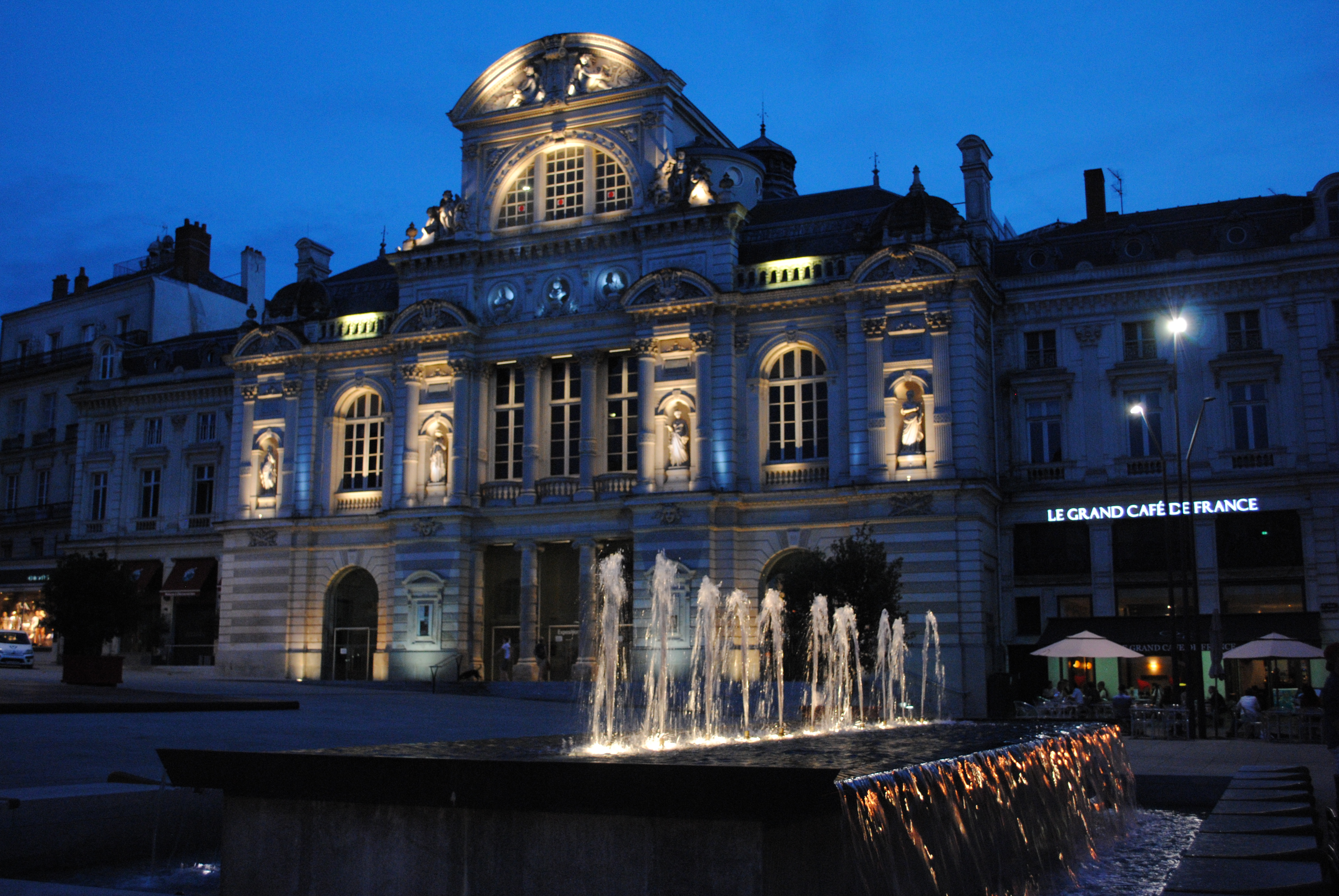
Le Grand théâtre.

Inauguré en 1871, le Grand théâtre, place du Ralliement, est l’édifice emblématique de la ville hausmannienne et des transformations du Second Empire. L’architecte engagé n’est autre qu’Alphonse Botrel, candidat malheureux pour la construction de l’Opéra de Paris. Il démissionne cependant et c’est Auguste Magne qui achève l’édifice. Le théâtre est un exemple de l’éclectisme, avec des inspirations des XVIe et XVIIe siècles notamment. La façade présente de nombreuses statues représentant des compositeurs (dont Lully), des genres artistiques (tragédie, musique, satire, etc.) ou encore l’Éloquence. La salle, en fer à cheval et de type italien, accueille aujourd’hui de 628 à 728 spectateurs contre plus de 1 160 à l’origine. Quant à la coupole, elle est signée du peintre angevin Jules Lenepveu qui travailla également sur celle de l’Opéra de Paris. Sa composition reprend les quatre Éléments et de nombreuses inspirations antiques.

### Architecture contemporaine

#### L’Alcazar
L'Alcazar est un cabaret édifié en 1902 dans le style Art nouveau. Bâtie en tuffeau, sa façade possède un décor végétal et six bustes femmes nues encadrant la porte d’entrée et la corniche ainsi que des arabesques. Il s’agit du plus bel et du plus ancien exemple d’architecture Art nouveau ayant subsisté à Angers (un magasin plus ancien dû à Hector Guimard ayant été détruit). En tant que café-concert et music-hall, il présente une audace que n’auront pas des constructions postérieures.

#### Galerie Palace
La Galerie Palace est un ancien cinéma (« Le Familia » puis « Palace ») édifié en 1920 pour la société des chocolats Poulain. Transformé en galerie marchande au début des années 1980, le bâtiment offre plusieurs mosaïques et motifs sculptés en façade et est l’un des quelques témoignages de la période Art déco à Angers.

#### Quartier du Lutin
Le quartier du Lutin est une sorte de cité-jardin à l’architecture typique des années 1930. Construit à partir de la fin des années 1920 pour le Cottage angevin, société anonyme coopérative d'habitations salubres à bon marché, il se structure autour de rues courbes pour briser la monotonie, à l’inverse des cités minières. On y rencontre, outre des pavillons classiques de cette époque, une maison Art déco (7 rue du Lutin, construite par le mosaïste Guisti) ou une maison à l’architecture résolument moderne (57 de la même rue).

#### Maison bleue

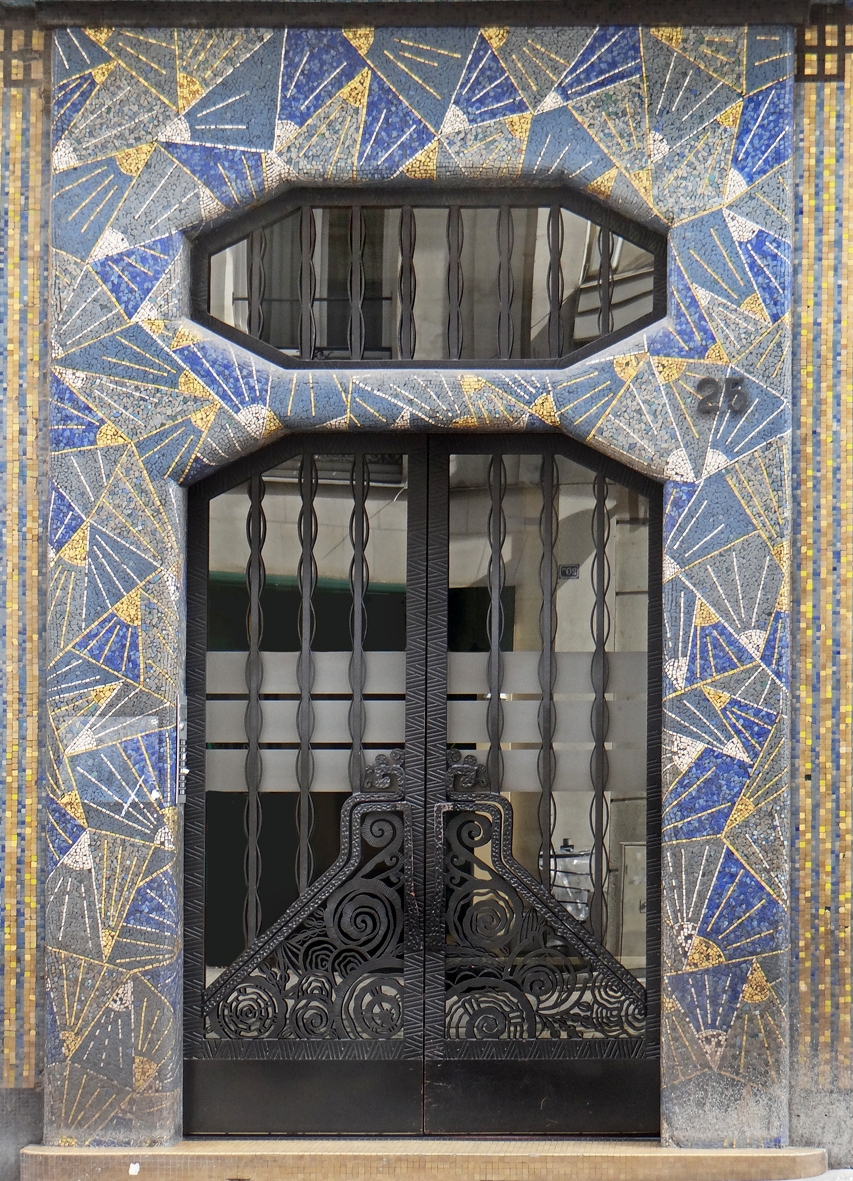
Porte d'entrée de la Maison bleue.

La Maison bleue est un exemple majeur de l’architecture Art déco, rare à Angers. Construite de 1927 à 1929, elle doit son nom à son décor unique de mosaïque en façade. Projet immobilier de luxe, le bâtiment est érigé à l’angle de la rue d’Alsace et du boulevard Foch, en plein centre-ville. Son originalité réside dans sa conception : un immeuble à gradins intégralement recouvert de mosaïques. Sobre et à dominante jaune au rez-de-chaussée, cette dernière monte en puissance et en bleu à mesure que s’élève l’immeuble. Cependant, un seul appartement a été entièrement décoré par le mosaïste Isidore Odorico dans le style Art déco.

#### Poste centrale
Troisième témoignage d’importance de l’architecture Art déco, le bâtiment de la Poste centrale est édifié entre 1934 et 1937 sur des plans de l’architecte des PTT Gabriel Guchet. En face de la Galerie Palace, il possède sa façade typique des années 1930 et de nombreux bas-reliefs. Ceux-ci sont consacrés aux nouveaux modes de transports (automobile, aviation, paquebots transatlantiques et chemin de fer) et à ceux du passé (pigeons voyageurs, montgolfières, diligence et navigation à voile), au nouveau monde et à l’ancien (représentations de New York et Paris), aux monuments historiques d’Angers, etc. Une partie de la richesse de son décor a cependant disparu au cours des rénovations successives, notamment des vitraux représentant les productions du département, des mosaïques de sol et les comptoirs.

#### Compagnie Française d’Aviation
Le bâtiment de la Compagnie Française d’Aviation est un formidable témoignage de l’architecture moderne à l’œuvre au cours des années 1930. Cette école de pilotage fondée en 1922 fait édifier en 1938 de nouveaux locaux à proximité de l’aérodrome d’Avrillé. Construit par Ernest Bricard, le bâtiment comprend deux ailes indépendantes autour d’un porche central sur une longueur totale de 97 m. La valeur artistique du bâtiment revient entre autres à Isidore Odorico qui conçoit notamment les tapis de sol du rez-de-chaussée et la mosaïque du hall d’entrée, ainsi qu’à René Guilleux qui réalise la statue du porche représentant un aviateur tenant une hélice d’avion. L’immeuble connut une carrière mouvementée : tout d’abord occupé par les Allemands puis bombardé et abandonné pour cause de réforme de l’enseignement aéronautique, il ne fut restauré qu’au début du XXIe siècle avant d’accueillir la Maison de l’architecture, des territoires et du paysage.

#### Immeuble Plessis
Cet immeuble d’habitation est construit vers 1939 ou 1940 pour François Plessis, boulanger dans la Doutre. Le bâtiment se trouve cependant au 72 rue Baudrière, en rive gauche. Sa façade est ornée de mosaïques de Pierre de Guisti, célèbre artiste local, autour de balcons filants à l’architecture moderne et dynamique. Cette silhouette de paquebot est typique du style moderniste de l’Entre-deux-guerres et cet édifice en est un unique exemple à Angers.

#### Immeubles Kalouguine
Edifiés entre 1972 et 1975, ces neuf immeubles à l’architecture unique sont l’œuvre de Vladimir Kalouguine. L’architecte a utilisé des formes biomorphiques pour ces bâtiments qu’il a édifiés au cœur d’une sorte de parc arboré. À l’origine, les façades auraient dû être végétalisées mais leur caractère si particulier n’en est pas altéré.

#### Le cimetière de l’Est
Le « Père-Lachaise angevin » renferme de nombreuses tombes d’intérêt. On y rencontre ainsi quelques grands noms de l’histoire locale comme la famille Cointreau, le peintre Jules Lenepveu, l’horticulteur André Leroy, l’industriel Julien Bessonneau ou plusieurs maires de la ville mais aussi de nombreuses tombes d’intérêt esthétique. Ainsi de la tombe de style Art nouveau de Jean Clamens ; la chapelle Laurent de style néo-Renaissance ; le gisant d’inspiration médiévale de Grégoire-René Lecoindre ; le caveau de mosaïque des De Guisti ; la tombe d’Anselme-François Papiau de La Verrie où figure la Religion réalisée par David d’Angers ; la tombe de Pierre-Théophile Berton ornée d’un moulin à vent ; celle de la famille de Saint-Pern en forme de calvaire breton en granit.

Architecture contemporaine à Angers
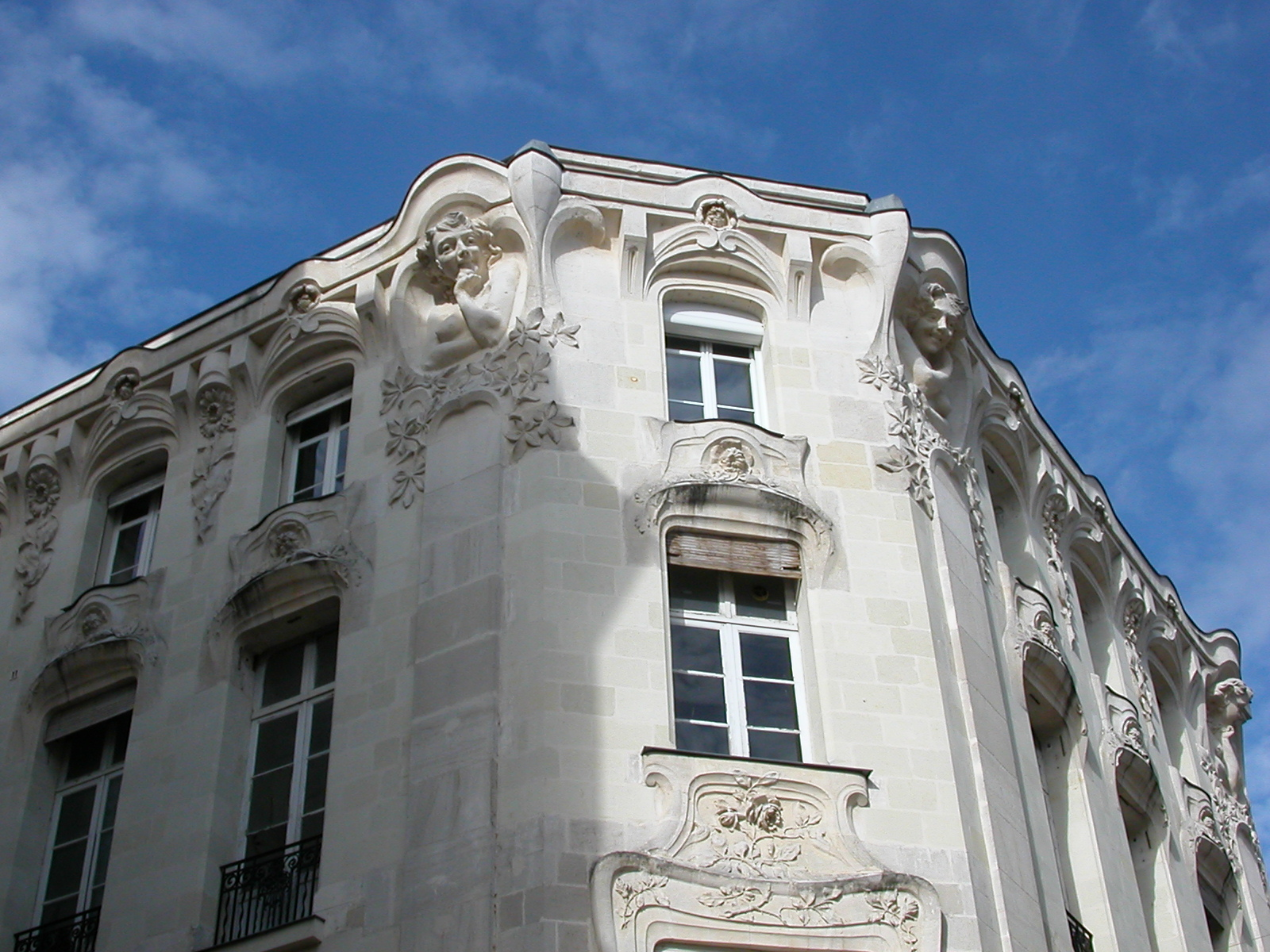
Façade de l'Alcazar.
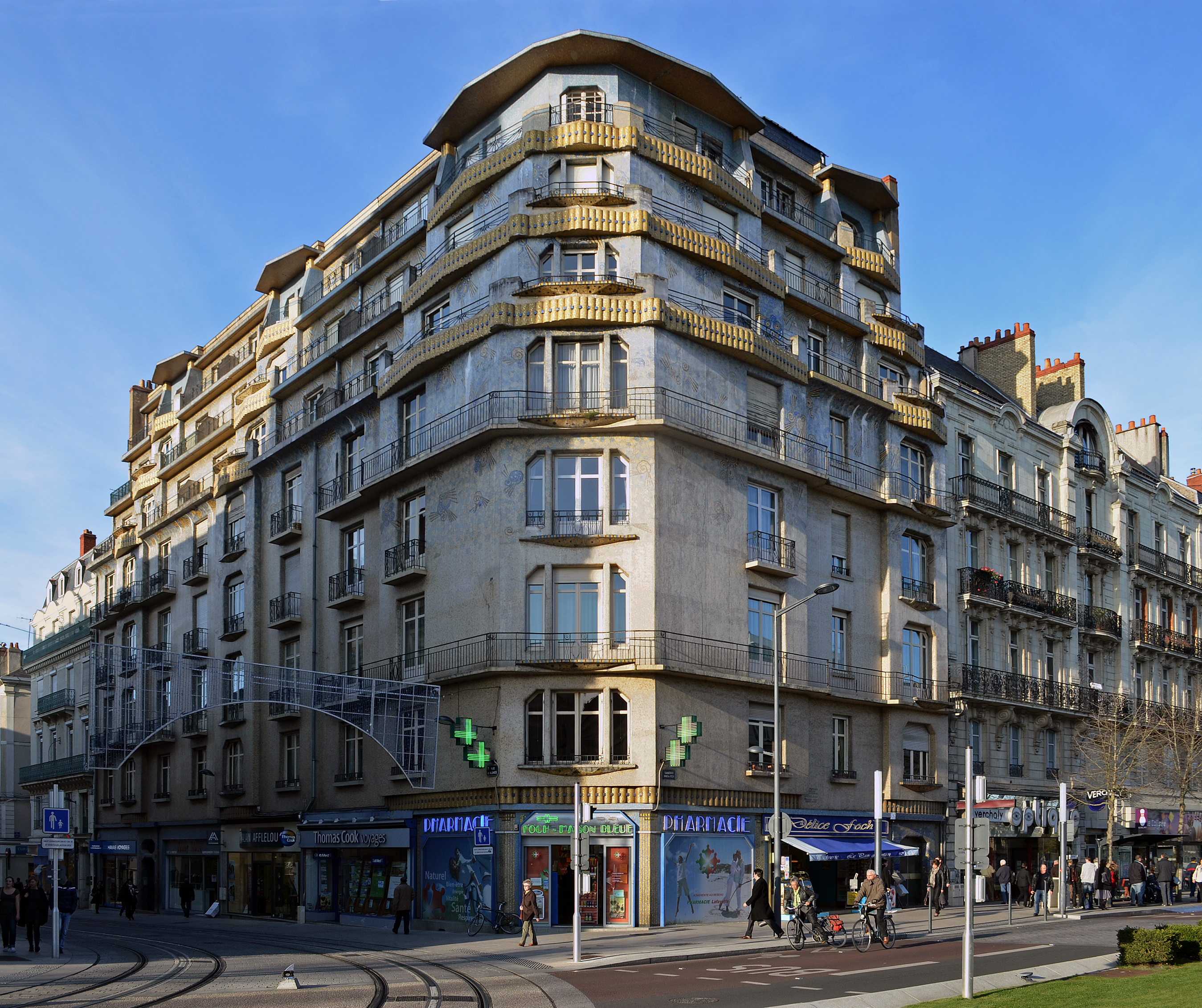
Maison bleue.

## Architecture religieuse

### Cathédrale Saint-Maurice

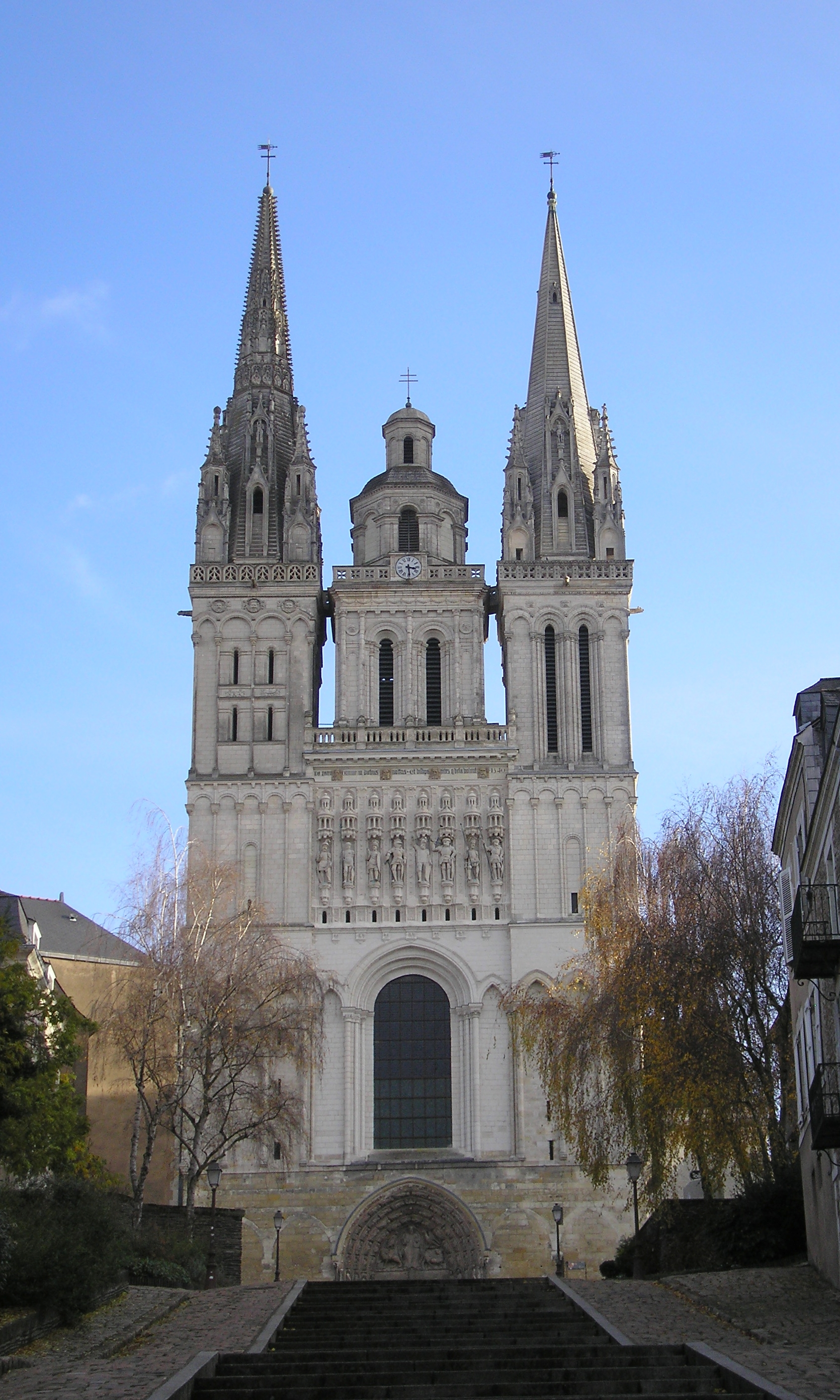
Cathédrale Saint-Maurice.

Située dans la Cité, l’ancienne Angers gallo-romaine fortifiée, la cathédrale Saint-Maurice est attestée depuis le IVe siècle puis dédiée à saint Maurice au VIIIe siècle. L’édifice actuel est érigé au début du XIe siècle par l’évêque Hubert de Vendôme, et rebâti peu après à la suite d'un incendie en 1032. Au XIIe siècle sont construites trois grandes voûtes à larges ogives, première réalisation de ce qui deviendra le gothique angevin. Puis, à la suite d'un nouvel incendie, l’architecte angevin Jean Delespine fait ériger une tour centrale coiffée d’un dôme à lanternon, à la base de laquelle se trouve une galerie de sculptures représentant saint Maurice et ses compagnons (les statues sont actuellement des copies de 1909).
Son portail du XIIe siècle représente des personnages de l’Ancien Testament sur le modèle de celui de la cathédrale de Chartres alors que la porte conserve des pentures de la même époque. Si les plus anciens vitraux datent eux aussi du XIIe siècle, d’autres sont des XIIIe siècle, XVIe siècle voire du XXe siècle après destruction en 1944 par le souffle d’une bombe. Les deux roses du XVe siècle comportent la figuration des signes de la fin des temps, représentation rare dans le vitrail.
Autrefois entièrement peints puis recouverts à l’époque classique, les murs et les voûtes furent décapés au cours du XIXe siècle – un cycle épargné fut néanmoins retrouvé en 1980 dans le chœur, l’un des plus importants en France de cette époque. Enfin, parmi la statuaire présente dans l’édifice, il faut noter une représentation de sainte Cécile par David d’Angers. Le trésor de la cathédrale est l’un des plus riches de France : baignoire antique et urne de Cana (dons du Roi René), mobilier liturgique médiéval, orfèvrerie contemporaine, etc.
La cathédrale d’Angers possède également la plus importante collection de tapisseries d’Europe. Après avoir conservé pendant plusieurs siècles la Tenture de l’Apocalypse, elle abrite aujourd’hui près de 90 pièces. Celles-ci constituent un témoignage exceptionnel de la production lissière flamande et française du XVe au XVIIIe siècle. La tradition de présenter des tapisseries au sein des monuments religieux est ainsi préservée à Angers, de la Saint-Jean à la Saint-Maurice.

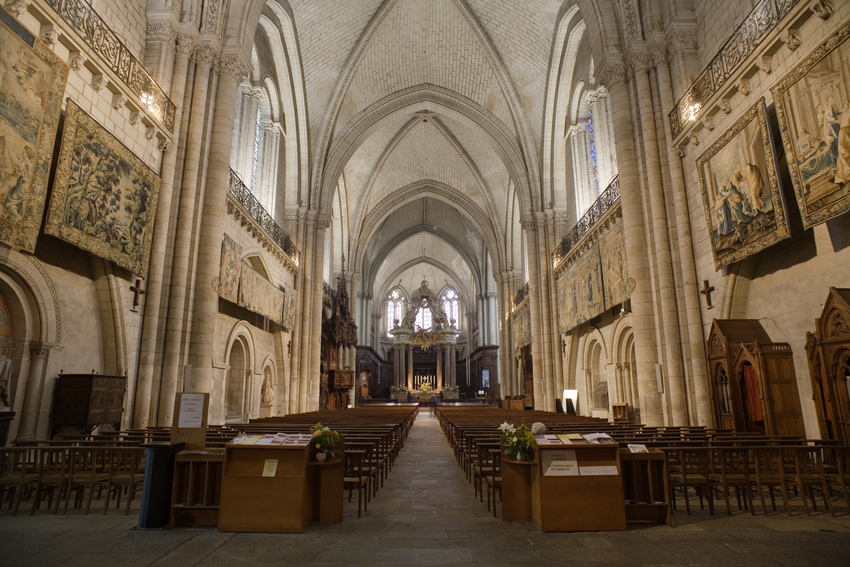
Nef de la Cathédrale et tapisseries.
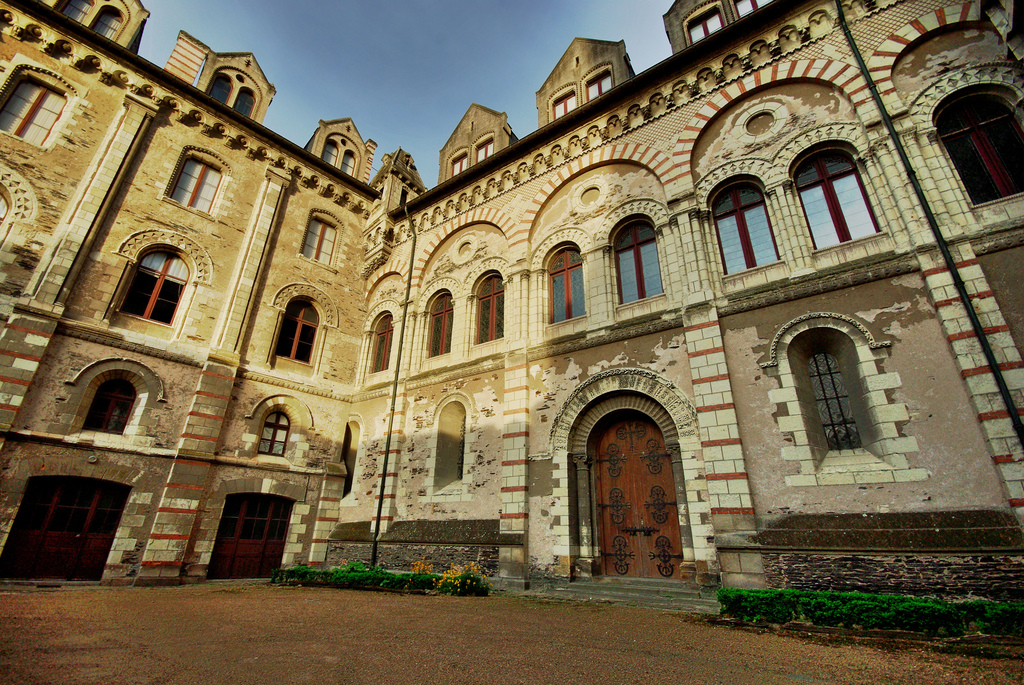
Presbytère de la cathédrale Saint-Maurice.

### Collégiale Saint-Martin
Le site de l’actuelle collégiale Saint-Martin est occupé dès le Ve siècle par une église dédiée à saint Martin à partir du IXe ou Xe siècle. Cette collégiale est un témoin de plusieurs architectures religieuses : on retrouve en effet des éléments du Xe au XVe siècle. Elle est ainsi un vestige tant de l’architecture post-carolingienne que Plantagenêt.

### Ancienne abbaye du Ronceray
Située dans la Doutre et fondée par Foulques Nerra en 1028, l’ancienne abbaye du Ronceray était la seule abbaye de femmes de la ville. Son église abbatiale, œuvre majeure de l’art roman, est édifiée entre 1040 et 1119. Sa nef du XIe siècle est parfaitement conservée et « constitue l’une des premières expériences en France de voûtèrent d’un vaste volume ». Les chapiteaux participent également à l’intérêt de l’édifice : ils sont ornés de motifs végétaux, animaliers ou de scènes figuratives, représentant par exemple la Fuite en Égypte. Reconstruite au XVIIe siècle, l’abbaye perd quant à elle son caractère roman au profit de bâtiments plus austères. Elle est occupée depuis 1815 par l’école des Arts et Métiers alors que l’abbatiale, propriété de la municipalité, accueille des expositions d’art contemporain. L’édifice doit son nom du Ronceray à une légende du XVIe siècle « selon laquelle une ronce poussant dans la crypte cherchait à embrasser une statue de la Vierge ».

### Église de la Trinité
Fondée à la fin du XIe siècle par l’abbesse du Ronceray, l’église paroissiale de la Trinité est reconstruite dès le milieu du siècle suivant avant d’être remaniée de manière importante vers 1540. Elle sera intégralement restaurée entre 1864 et 1886 par l’architecte des Monuments historiques Charles Joly-Leterme. Cette église n’en demeure pas moins, malgré ces incessants travaux, un édifice important du gothique angevin du XIIe siècle.

### Ancienne abbaye Toussaint
Une première aumônerie dédiée à Notre-Dame et Tous-les-Saints est fondée vers 1040, au profit des pauvres et des indigents. De nos jours ne subsistent plus de l’ancienne abbaye Toussaint que l’église du milieu du XIIIe siècle sur un plan en tau (donc dépourvue de chœur). Une partie de l’ancien cloître et quelques bâtiments conventuels du XVIIe siècle sont également visibles, autour d’un bel escalier de tuffeau. L’historien d’art André Mussat qualifie le monument de « chef-d’œuvre exceptionnel ». Malmené à partir de la Révolution – vendu comme bien national, il ne trouve pas preneur –, l’édifice se dégrade (effondrement des voûtes en 1815 après récupération de la couverture) avant de devenir un romantique dépôt lapidaire du Musée des beaux-arts. Les derniers vestiges disparaissent en 1944 à la suite d'un incendie et plusieurs bombardements puis en 1978 lors de la construction de l’actuelle médiathèque. Restaurée à partir de 1981, l’ancienne abbatiale accueille dorénavant la Galerie David d’Angers sous un toit de verre, le caractère de ruine ayant été préservé.

### Ancienne abbaye Saint-Serge
L’ancienne abbaye Saint-Serge, fondée au début du VIIe siècle, est dédiée au soldat martyr oriental Serge dont le culte se diffuse en Gaule à partir du VIe siècle. Restée hors les murs au Moyen Âge, elle est pillée lors de la Guerre de Cent Ans et des guerres de Religion. Après l’expulsion des moines à la Révolution, les bâtiments accueillent le séminaire diocésain à partir de 1808 puis, lors de la séparation de l’Église et de l’État, celui-ci récupère les lieux : c’est l’actuel lycée Joachim-du-Bellay. Elle subit plusieurs reconstructions : en 1059 dont il ne reste que la croisée du transept et les murs du bras nord ; au début du XIIIe siècle, avec la construction du chœur actuel, témoignage abouti du gothique angevin ; au milieu du XVe siècle, la nef romane est reconstruite dans le style gothique flamboyant. Puis, à partir de 1694 sont édifiés les bâtiments conventuels d’une grande sobriété architecturale, si ce n’est au niveau de la façade orientale ornée de grandes colonnes et d’un fronton. De cette dernière époque sont également conservées des boiseries intérieures.

### La tour Saint-Aubin
Érigée à partir de 1130, la tour Saint-Aubin est l’un des vestiges de l’ancienne abbaye Saint-Aubin aujourd’hui affectée à la préfecture et au Conseil départemental. Ancienne tour-clocher isolée de l’abbatiale, elle est menacée lors du percement de la rue des Lices en 1825 mais est finalement transformée en fabrique de plombs de chasse avant d’être restauré au début du XXe siècle.

### Chapelle Saint-Éloi
La chapelle Saint-Éloi est un vestige d’un prieuré du XIIe siècle qui abrite depuis 1849 le temple protestant d’Angers. De petites dimensions, la chapelle est un témoin des prémisses du style Plantagenêt qui marque le passage de l’architecture romane à l’architecture gothique. L’édifice est d’apparence rustique à l’extérieur (maçonnerie de schiste) et élégant à l’intérieur, tout en tuffeau et décor sculpté. Les chapiteaux sont principalement ornés de motifs végétaux, parfois mêlés de masques et visages, caractéristique de cette période de transition architecturale ; deux sont particulièrement remarquables, à l’entrée du chœur. Sa nouvelle destination religieuse voit en 1877 la création d’un portail et d’un vestibule néo-roman.

### Ancien Prieuré Saint-Sauveur de l'Esvière
Le prieuré bénédictin de Saint-Sauveur de l'Esvière a été fondé vers 1047 par le comte d'Anjou Geoffroy Martel. Il surplombait la colline de l'Esvière, toponyme gallo-romain lié à l'eau : aquaria a donné aiguière ou esvière. La chapelle de Notre-Dame-Sous-Terre a été édifiée vers 1400 au chevet de l'église abbatiale. Sa dernière restauration date de 1947, au sein de l'établissement également moderne des franciscaines de Sainte-Marie-des-Anges. Elle est en forme de croix grecque dans un style gothique flamboyant. Elle est située dans l'axe sud de la rue Saint-Eutrope.

### Chapelle des Ursulines
La chapelle des Ursulines faisait à l’origine partie du Couvent du même nom implanté à partir de 1619. La communauté s’occupe d’une maison d’enseignement pour jeunes filles, tant aristocrates que filles d’artisans. La chapelle actuelle, constituée d’un seul volume, est amputée de son chœur. À l’intérieur, un grand retable baroque du milieu du XVIIe siècle est un remarquable exemple de l’art du « retable lavallois » qui se répand alors dans tout l’Ouest de la France. Son décor riche et la variété de ces marbres de couleurs en font la richesse. La chapelle possède également un autel-retable du début du XVIIIe siècle en tuffeau, tout à la fois classique et baroque.

### Église Sainte-Thérèse
L’église paroissiale Sainte-Thérèse est construite au XIXe siècle, entre 1857 et 1862. De style néo-gothique, elle se caractérise par son intérieur. En effet, celui se réfère non pas à l’architecture médiévale angevine mais à l’architecture francilienne du XIIIe siècle. Plus encore, elle possède de nombreuses peintures murales, exemple remarquable pour un édifice de cette époque en Anjou.

### Église Notre-Dame des victoires
L'église Notre-Dame-des-Victoires est édifié au cours des années 1880 sur la base d’un legs et de dons. Des problèmes judiciaires rabotent cependant le budget privant l’église de clocher. L’église est remarquable compte tenu de son architecture romano-byzantine, rare à Angers, et par sa luminosité et son esthétique intérieures.

Architecture religieuse à Angers
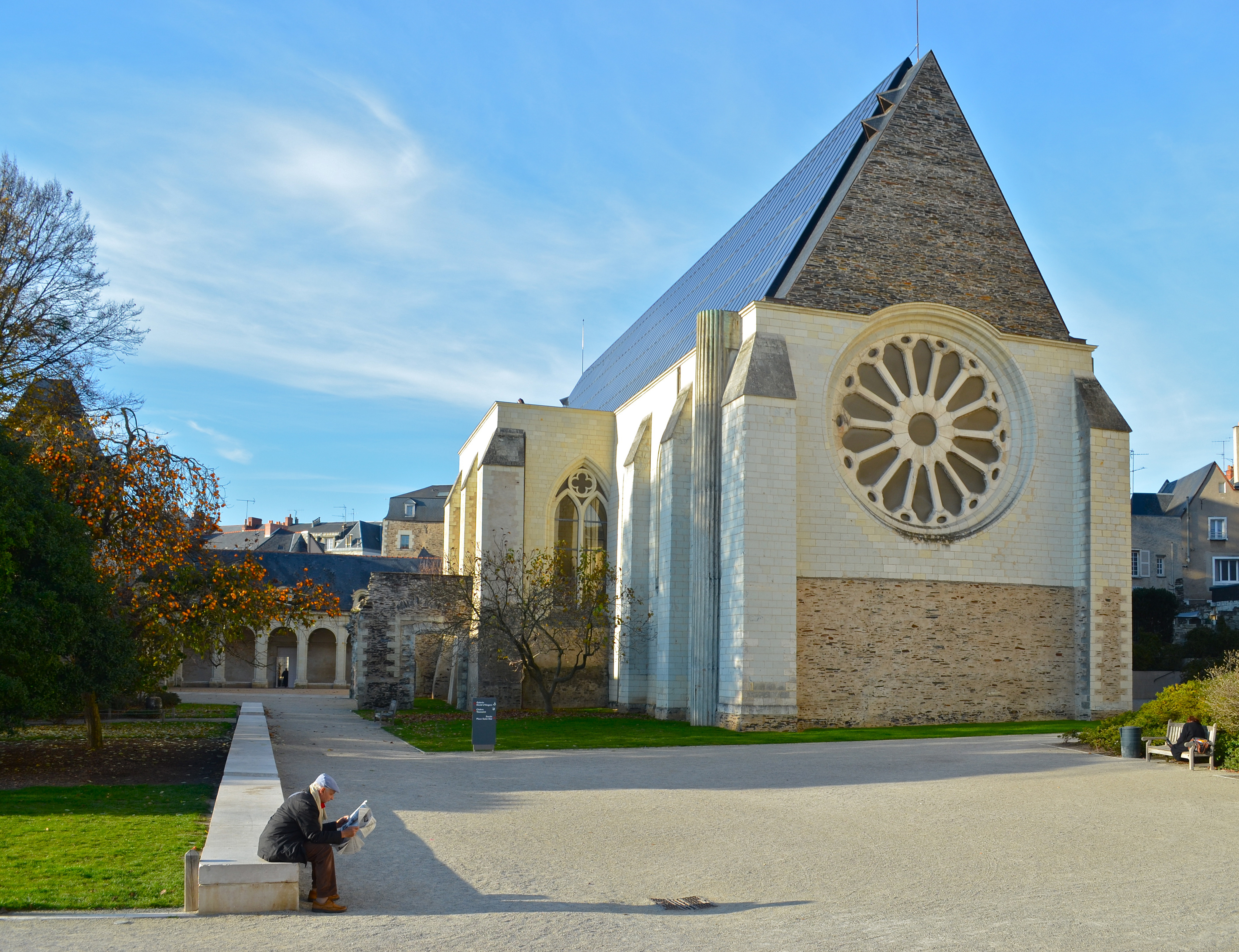
Ancienne abbaye Toussaint.
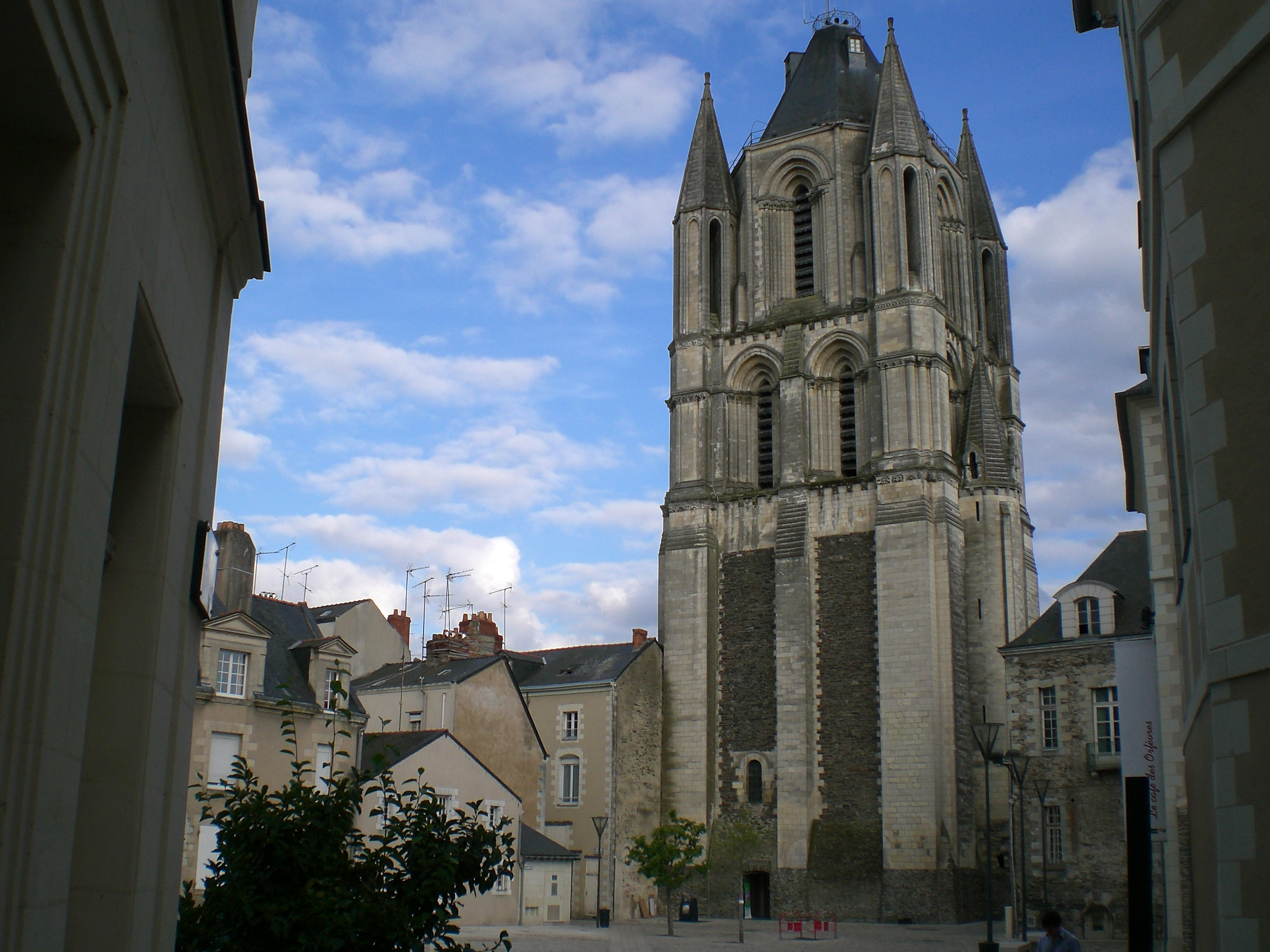
Tour Saint-Aubin.
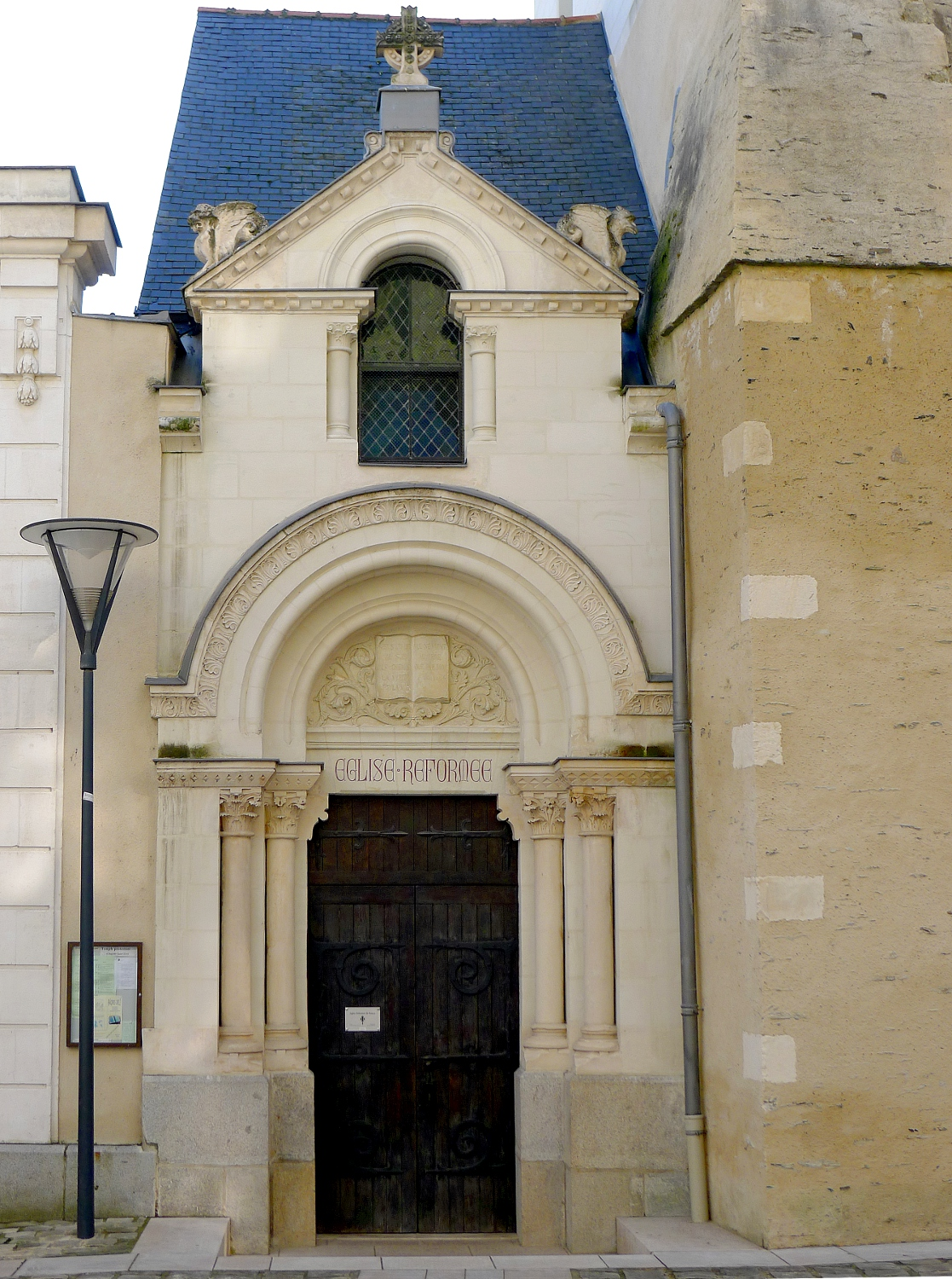
Chapelle Saint-Éloi.
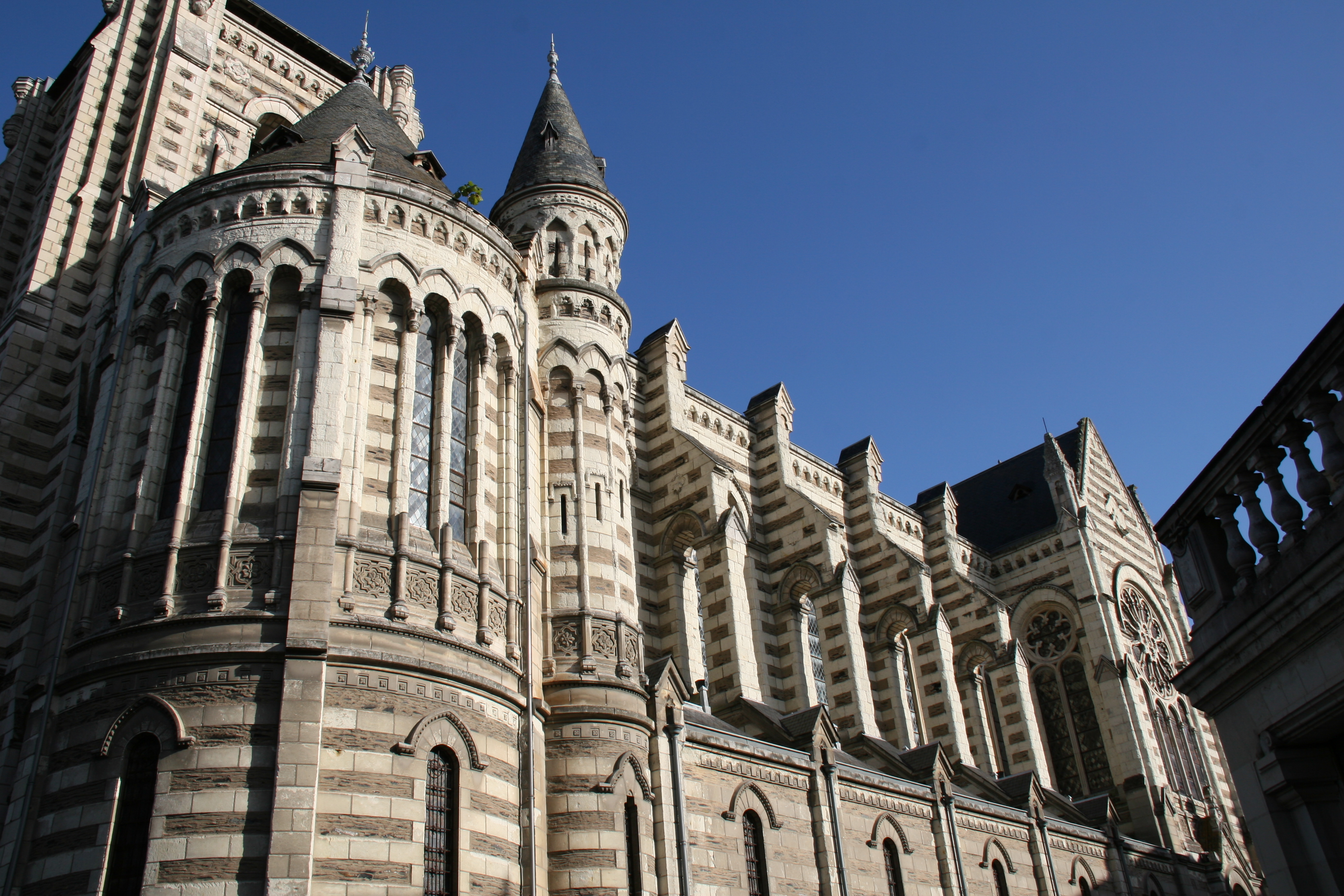
Église Notre-Dame-des-Victoires.
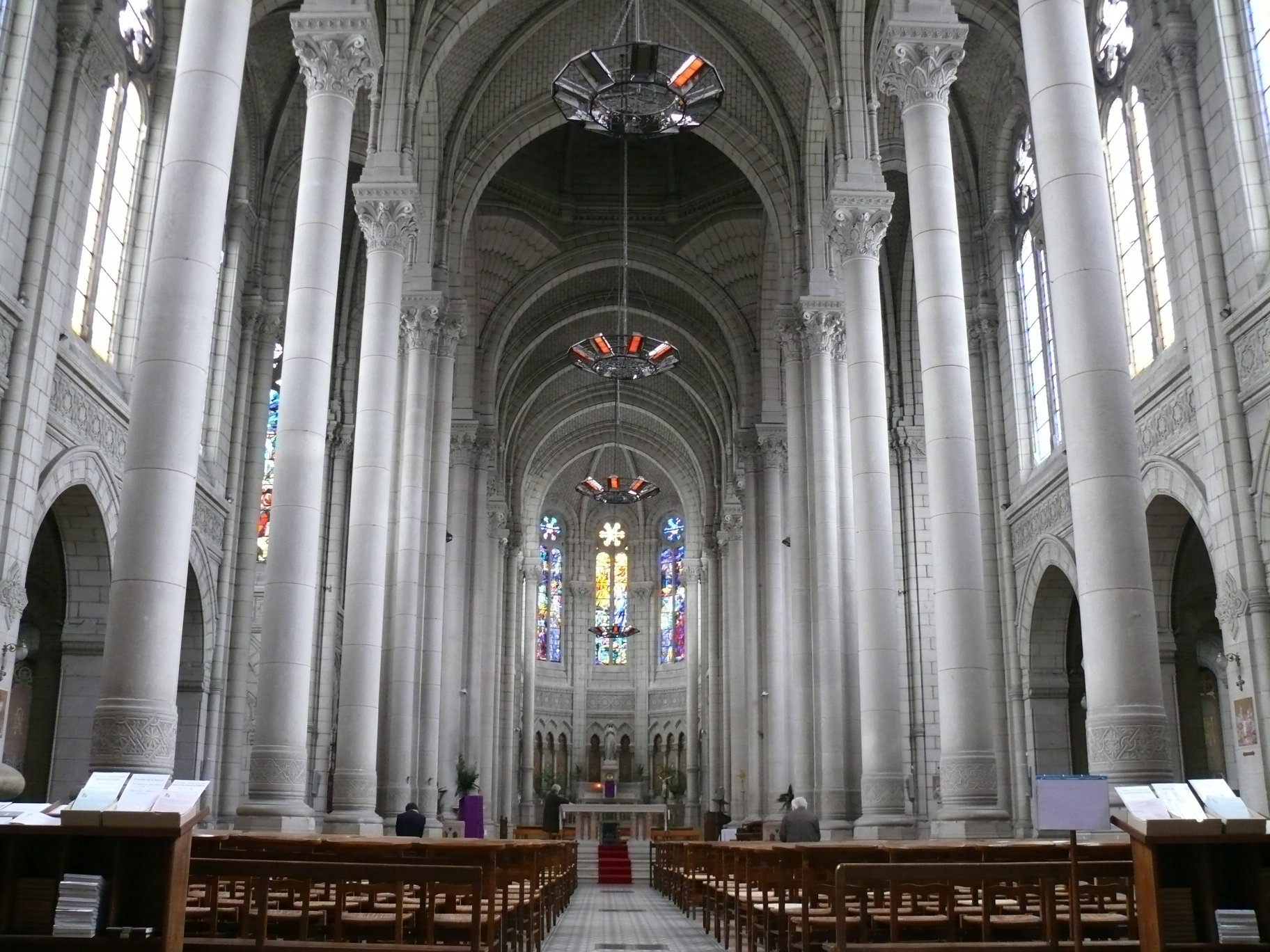
Nef de l'église Notre-Dame-des-Victoires.